# Římskokatolická církev ve Spojených státech amerických
Struktura římskokatolické církve v USA viz Seznam římskokatolických diecézí ve Spojených státech amerických
Římskokatolická církev (latinská a východní katolické církve) je s 23 % populace Spojených států v roce 2018 druhým největším náboženským uskupením v zemi po protestantismu a největší jednotlivou církví či křesťanskou denominací v zemi, kde se protestantismus dělí na jednotlivé denominace. V průzkumu Gallupova ústavu z roku 2020 uvedlo 25 % Američanů, že jsou katolíci. Spojené státy mají po Brazílii, Mexiku a Filipínách čtvrtou největší katolickou populaci na světě.

## Historie
Hlavní článek: Dějiny katolické církve ve Spojených státech
Katolicismus měl na Spojené státy významný kulturní, sociální a politický vliv.

### Rané koloniální období
Hlavní články: Katolická církev ve třinácti koloniích a Španělské misie v Kalifornii
Jedna z kolonií Britské Ameriky, provincie Maryland, „katolická vlastnická kolonie“, byla založena v 17. století s jednoznačně anglickou katolickou identitou, což kontrastovalo se sousedními koloniemi Massachusettského zálivu a Virginie, kde převládali protestanté. Byla pojmenována po katolické královně Henriettě Marii, manželce Karla I. Anglického. Politicky byla pod vlivem katolických koloniálních rodin v Marylandu, jako byli Calvertové – baron Baltimore a rodina Carrollů, z nichž druhá byla irského původu. Náboženská situace ve třinácti koloniích do značné míry odrážela sektářské rozpory anglické občanské války a v širším smyslu i důsledky anglické reformace. Radikální puritáni, kteří byli v Anglii považováni za outsidery kvůli svému odporu k etablované anglikánské církvi laudiastického směru, viděli v usazení v amerických koloniích, zejména v Plymouthské kolonii, způsob, jak uniknout náboženským omezením, která proti nim byla uplatňována ve „vlasti“, a často byli vůči katolíkům teologicky ještě nepřátelštější než situace v samotné Anglii.

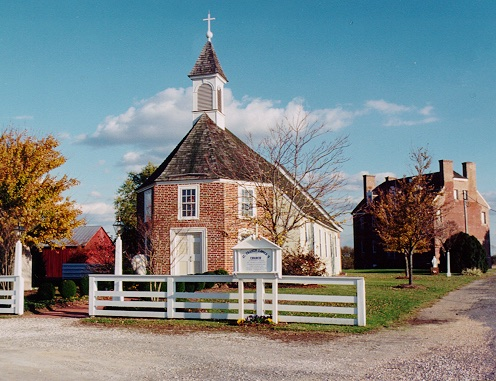
Kostel sv. Františka Xaverského v Comptonu ve státě Maryland, nejstarší nepřetržitě fungující katolický kostel ze třinácti kolonií.

Provincie Pensylvánie, kterou poslední katolický král Anglie Jakub II. daroval kvakerovi Williamu Pennovi, prosazovala náboženskou toleranci, a proto v ní žili i někteří katolíci. Někteří katolíci žili i v provincii New York (pojmenované po zmíněném Jakubovi II.). V roce 1785 se odhadoval počet katolíků na 25 000; v Marylandu 15 800, v Pensylvánii 7 000 a v New Yorku 1 500. Věřícím sloužilo pouze 25 kněží. To byla méně než 2 % z celkového počtu obyvatel třinácti kolonií.
Jakmile Druhý kontinentální kongres v roce 1776 jednomyslně přijal a vydal Deklaraci nezávislosti Spojených států, Spojené státy do sebe začlenily území s katolickou historií, která předtím spravovaly Nová Francie a Nové Španělsko, dvě hlavní evropské katolické mocnosti působící v Severní Americe. Územní vývoj Spojených států od roku 1776 způsobil, že dnes je více oblastí, které jsou dnes součástí Spojených států, v koloniálních dobách katolických, než protestantských. V roce 1803 byla v rámci koupě Louisiany převedena rozsáhlá území ve francouzské Louisianě z První francouzské republiky, oblasti, které se staly následujícími státy: Arkansas, Iowa, Missouri, Kansas, Oklahoma, Nebraska, Minnesota, Louisiana, Jižní Dakota, Wyoming a Montana, polovina Colorada a Severní Dakoty, části Nového Mexika, Texasu a Severní Dakoty. Francouzi pojmenovali řadu svých osad po katolických světcích, například Saint Louis, Sault Ste. Marie, Saint Ignace, Saint Charles a další. Katolické, kulturně francouzské obyvatelstvo Američanů, pocházející z této kolonie, je dnes známé jako louisianští kreolové a cajunové.

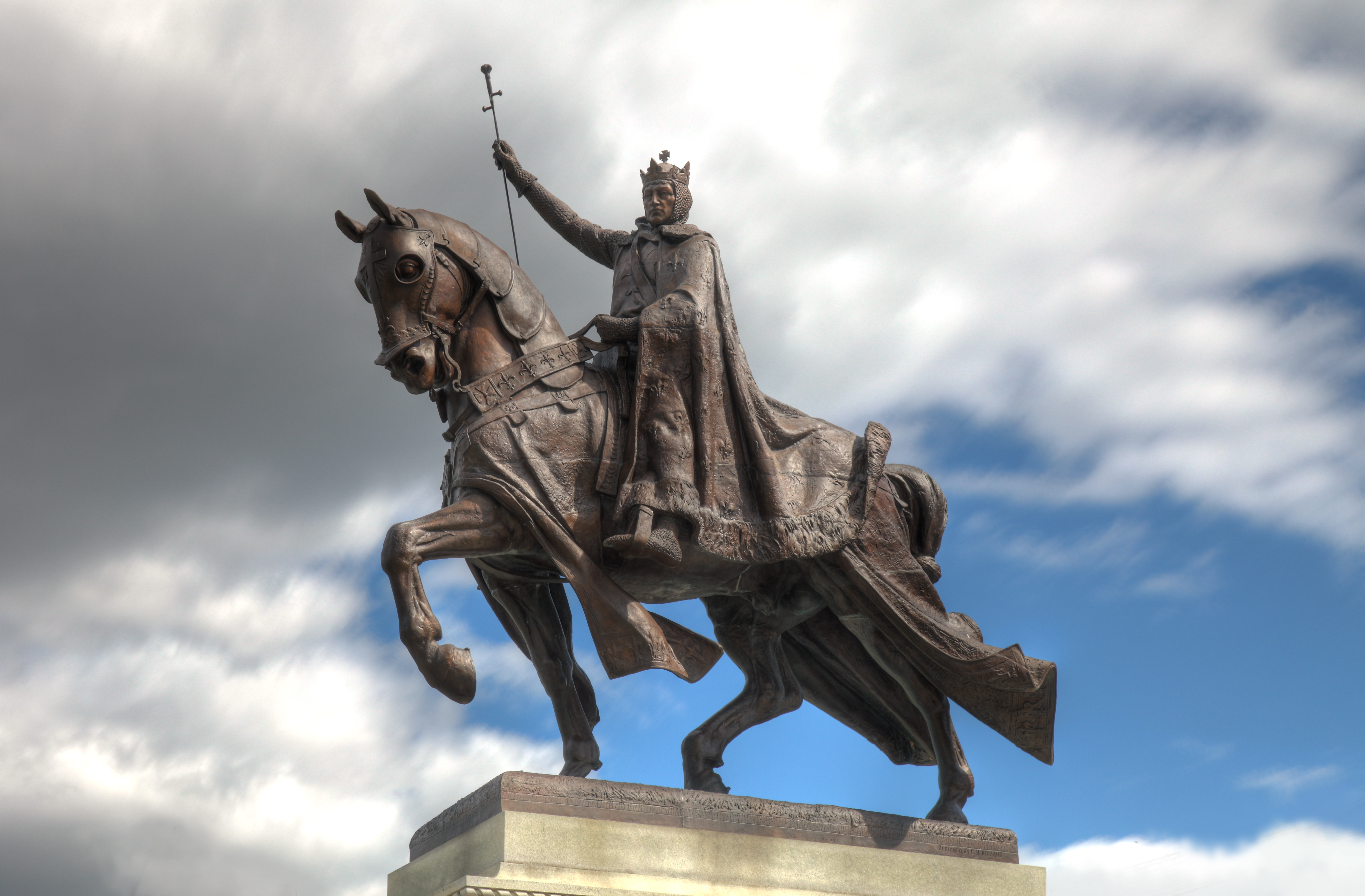
Apoteóza sv. Ludvíka v St. Louis

V průběhu 19. století se součástí Spojených států stala území, která dříve patřila ke katolické španělské říši, počínaje Floridou ve 20. letech 19. století. Většina španělských amerických území s katolickým dědictvím se osamostatnila na počátku 19. století, včetně Mexika na hranicích Spojených států. Spojené státy následně anektovaly části Mexika, počínaje Texasem ve 40. letech 19. století a po skončení mexicko-americké války oblast známou jako Mexická cese, zahrnující území, které se stalo státy Kalifornie, Nevada, Utah, většina Arizony, zbytek Nového Mexika, Colorado a Wyoming. Ještě ve větší míře než Francouzi pojmenovali Španělé v koloniálním období mnoho osad po katolických světcích nebo s odkazem na katolickou náboženskou symboliku, přičemž tato jména jim zůstala i poté, co se staly součástí Spojených států, zejména v Kalifornii (Los Angeles, San Francisco, San Diego, Sacramento, San Bernardino, Santa Barbara, Santa Monica, Santa Clarita, San Juan Capistrano, San Luis Obispo a řada dalších), ale i v Texasu (San Antonio, San Juan, San Marcos a San Angelo), Novém Mexiku (Santa Fe) a na Floridě (St. Augustine). Ještě v roce 1898, po španělsko-americké válce, převzaly Spojené státy kontrolu nad Portorikem, Guamem a Filipínami a na čas i nad Kubou, které měly za sebou několik století španělské katolické koloniální historie (aniž z nich byly vytvořeny státy).

### Období založení Spojených států

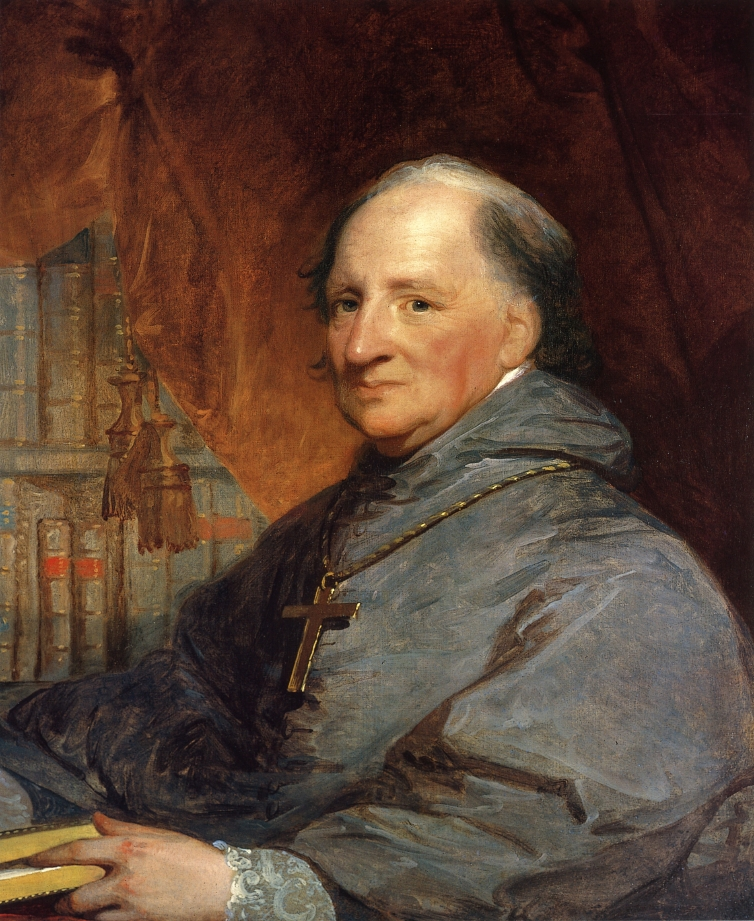
John Carroll, arcibiskup z Baltimoru, první katolický biskup ve Spojených státech. Jeho bratranec Charles Carroll byl otcem zakladatelem a jedním z 56 zakladatelů, kteří podepsali Deklaraci nezávislosti.

Hlavní článek: Dějiny katolické církve ve Spojených státech
Protikatolická politika byla politikou Angličanů, kteří jako první osídlili kolonie v Nové Anglii, a přetrvala i tváří v tvář válkám s Francouzi v Nové Francii (dnes součást Kanady). Maryland byl založen katolíkem lordem Baltimorem jako první „nekonfesijní“ kolonie a jako první přijímal katolíky. Charta mu byla vydána v roce 1632. V roce 1650 se puritáni v kolonii vzbouřili a zrušili zákon o toleranci. Katolicismus byl postaven mimo zákon a katoličtí kněží byli pronásledováni a vyhnáni. V roce 1658 byl Toleranční zákon obnoven a Maryland se stal centrem katolicismu až do poloviny 19. století. V roce 1689 se puritáni vzbouřili a marylandský Toleranční zákon opět zrušili. Tito rebelové spolupracovali s koloniálním shromážděním, „v němž převládali anglikáni, aby obdarovali anglikánskou církev daňovou podporou a znemožnili katolíkům (a kvakerům) zastávat veřejné úřady.“ Zajímavé je, že New York se svým katolickým guvernérem Thomasem Donganem a dalšími katolickými úředníky byl tolerantnější. Svoboda vyznání se vrátila s americkou revolucí. V roce 1756 odhadoval marylandský katolický úředník sedm tisíc praktikujících katolíků v Marylandu a tři tisíce v Pensylvánii. Williamsburg Foundation odhaduje v roce 1765 počet marylandských katolíků na 20 000 a 6 000 v Pensylvánii. Počet obyvatel těchto kolonií v té době činil přibližně 180 000 a 200 000. V době zahájení americké války za nezávislost v roce 1776 tvořili katolíci 1,6 %, tj. 40 000 osob z 2,5 milionu obyvatel 13 kolonií. Jiný odhad uvádí 35 000 v roce 1789, z toho 60 % v Marylandu s ne více než 30 kněžími. John Carroll, první katolický biskup, v roce 1785, dva roky po Pařížské smlouvě (1783), hlásil 24 000 registrovaných věřících v nové zemi, z nichž 90 % bylo v Marylandu a Pensylvánii.
Po revoluci Řím přijal zcela nová opatření pro vytvoření americké diecéze pod vedením amerických biskupů. Mnoho katolíků sloužilo v americké armádě a nový národ měl velmi úzké vazby na katolickou Francii. Generál George Washington trval na toleranci; například v roce 1775 vydal přísný rozkaz, že „papežův den“, koloniální obdoba Noci Guye Fawkese, se nesmí slavit. Evropští katolíci hráli významnou vojenskou roli, zejména Gilbert du Motier, markýz de La Fayette, Jean-Baptiste Donatien de Vimeur, hrabě de Rochambeau, Charles Hector, hrabě d'Estaing, Casimir Pulaski a Tadeusz Kościuszko. Významnou vojenskou roli sehrál také komodor John Barry z irského Wexfordu, často označovaný za „otce amerického námořnictva“. V dopise biskupu Carrollovi Washington ocenil tento jedinečný přínos francouzských katolíků i vlastenecký přínos samotného Carrolla: „A slibuji, že Vaši spoluobčané nezapomenou na vlasteneckou účast, kterou jste se podílel na úspěších jejich revoluce a na ustavení jejich vlády, ani na důležitou pomoc, které se jim dostalo od národa, v němž se vyznává římskokatolické náboženství.“
Přibližně od roku 1780 probíhalo napětí mezi laickými správci a biskupy o vlastnictví církevního majetku, přičemž správci ztratili kontrolu po plenárním sněmu v Baltimoru v roce 1852.
Historik Jay Dolan o koloniální éře říká: 
Žili jako občané druhé kategorie, byli politicky, profesně i společensky diskriminováni. Revoluce to všechno změnila. Nové zákony a nové ústavy jim daly náboženskou svobodu..... [což vedlo] Johna Carrolla k tomu, že v roce 1779 poznamenal, že římští katolíci jsou členy Kongresu, shromáždění a zastávají civilní a vojenské funkce.

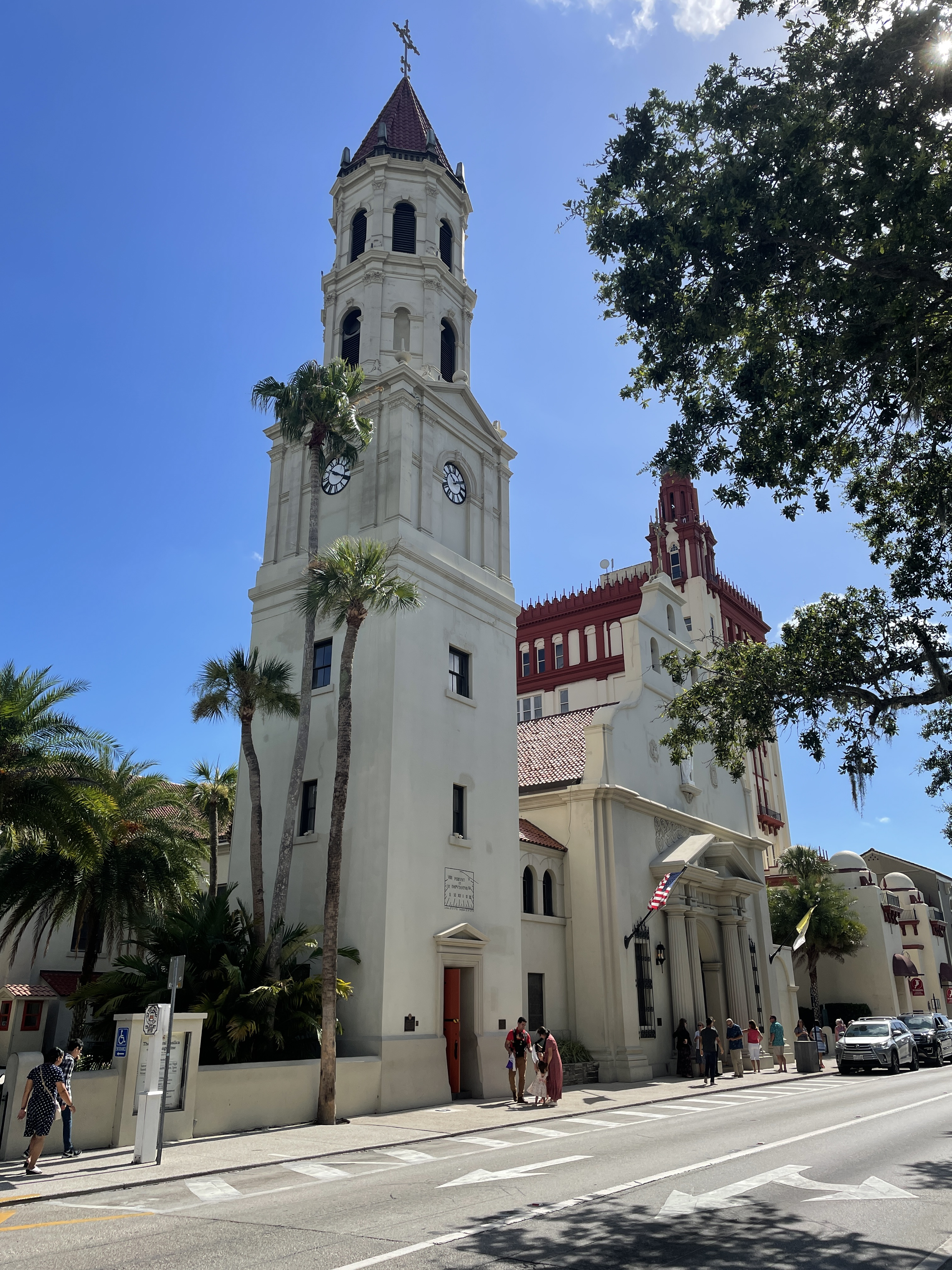
Novošpanělská katedrální bazilika svatého Augustina z 18. století

Prezident Washington podporoval náboženskou toleranci svými proklamacemi a veřejnou účastí na bohoslužbách v různých protestantských a katolických kostelech. Staré koloniální zákony, které omezovaly katolíky, byly postupně ve státech zrušeny a v nové federální ústavě byly zakázány.
V roce 1787 se dva katolíci, Daniel Carroll z irského rodu O'Carrollů a v Irsku narozený Thomas Fitzsimons, podíleli na přípravě nové ústavy Spojených států. John Carroll byl Vatikánem jmenován apoštolským prefektem, čímž se stal představeným misijní církve ve třinácti státech. Zformuloval první plány Georgetownské univerzity a v roce 1789 se stal prvním americkým biskupem.

### 19. století (1800 až 1900)

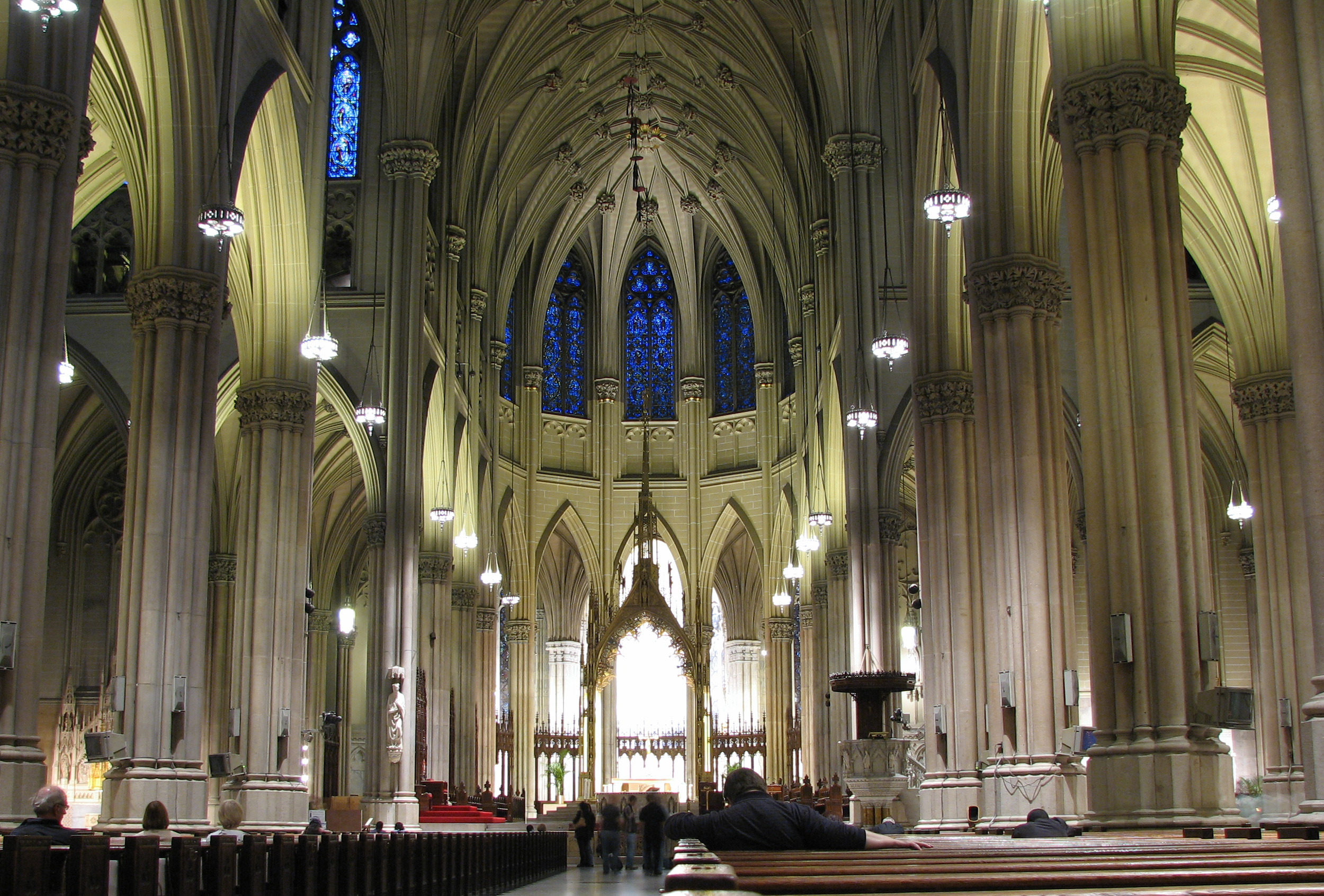
Loď katedrály sv. Patrika v New Yorku, dokončená v roce 1878

Hlavní článek: Dějiny katolické církve ve Spojených státech v 19. století
Počet katolíků prudce vzrostl ve 40. letech 19. století, kdy do města přišlo velké množství německých, irských a dalších evropských katolíků. Po roce 1890 tvořili největší počet nových katolíků Italové a Poláci, ale přispívalo k nim mnoho evropských zemí a také Quebec. Do roku 1850 se katolíci stali největším jednotlivým vyznáním v zemi. V letech 1860 až 1890 se jejich počet ztrojnásobil na sedm milionů. Prvním katolickým knězem tmavé pleti se stal v USA P. Augustus Tolton v roce 1886.

#### Katolická obroda

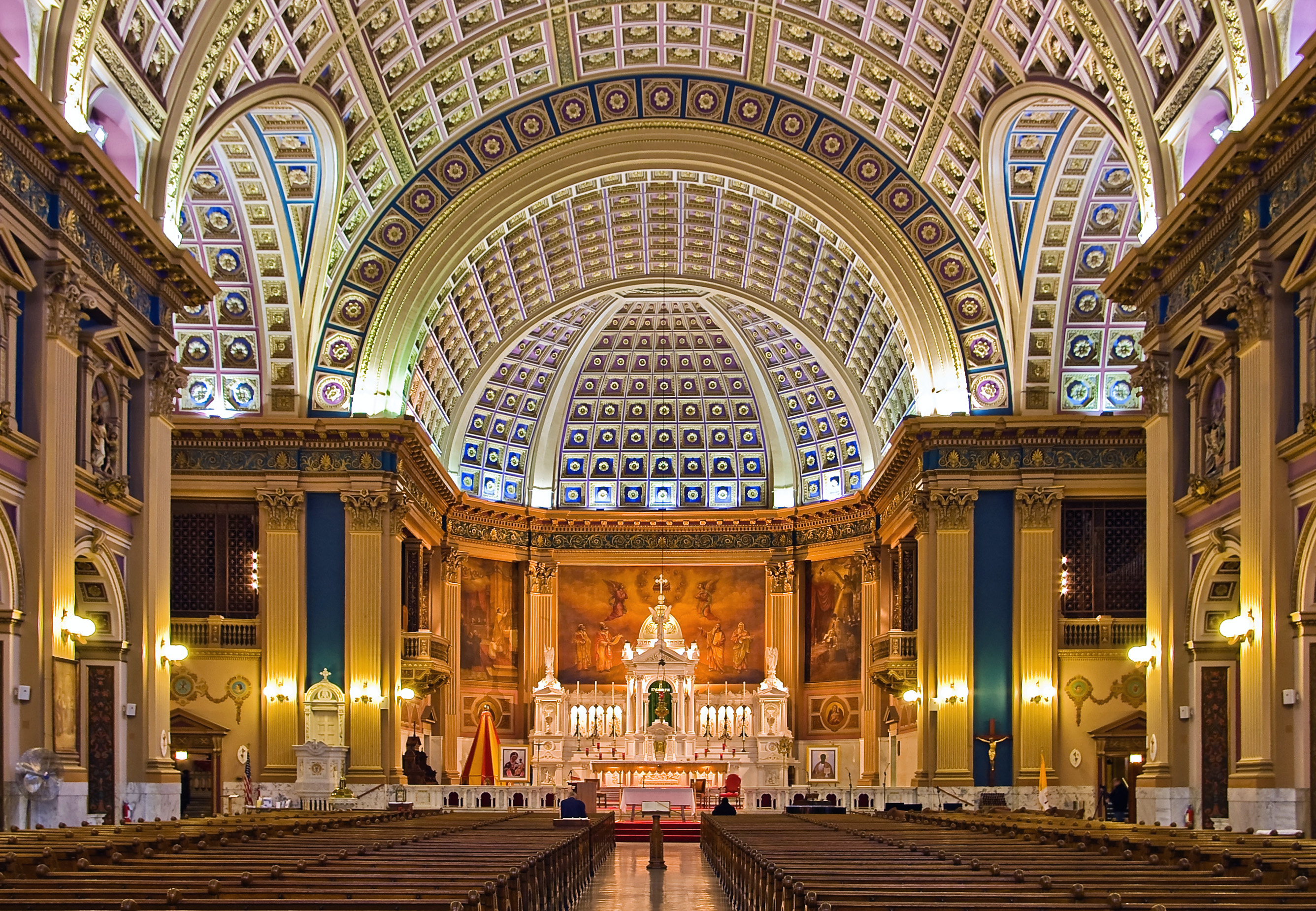
Bazilika Panny Marie Bolestné v Chicagu

Historik John McGreevy popisuje velké katolické obrození, které na počátku 19. století zasáhlo Evropu, Severní a Jižní Ameriku. Vyvíjelo se ve světě katolických městských čtvrtí, farností, škol a spolků, jejichž členové se chápali jako odpůrci a morálně nadřazení širší americké společnosti. Katolická obroda se nazývá „ultramontanismus“. Jeho součástí byl nový důraz na tomistickou teologii pro intelektuály. Pro farníky znamenalo mnohem hlubší zbožnost, která kladla důraz na zázraky, světce a nové pobožnosti, jako byla povinná nedělní účast, pravidelná zpověď a přijímání, modlitba růžence, úcta k Panně Marii a bezmasé pátky. Prohloubila se úcta k biskupům a zejména k papeži, přičemž Vatikán měl větší přímou kontrolu nad výběrem biskupů a místní farnosti měly menší autonomii. Došlo k prudkému nárůstu návštěvnosti mší, vzrostl počet řeholních povolání, zejména mezi ženami. Katolíci zřídili systém farních škol s využitím nově dostupných řádových sester a finančních prostředků od zbožnějších rodičů. Sňatky s protestanty byly důrazně zakázány. Bylo tolerováno pouze v případě, že děti byly vychovávány jako katolíci. Farní školy účinně podporovaly sňatky uvnitř své víry. Koncem 19. století diecéze budovaly ve farnostech cizojazyčné základní školy, které se staraly o Němce a další neanglicky mluvící skupiny. Získávaly velké částky na výstavbu diecézních středních škol pouze s výukou angličtiny, což mělo za následek zvýšení etnických sňatků a rozmělnění etnického nacionalismu. Vedoucí postavení bylo stále více v rukou Irů. Irští biskupové úzce spolupracovali s Vatikánem a prosazovali vatikánskou svrchovanost, která vyvrcholila vyhlášením papežské neomylnosti v roce 1870.
Biskupové začali sjednocovat disciplínu v americké církvi svoláním plenárních sněmů v Baltimoru v letech 1852, 1866 a 1884. Výsledkem těchto koncilů bylo vyhlášení Baltimorského katechismu a založení Americké katolické univerzity.
Jezuitští kněží, kteří byli vyhnáni z Evropy, našli v USA nové zázemí. Založili řadu středních škol a 28 vysokých škol a univerzit, například Georgetownskou univerzitu (1789), Univerzitu svatého Ludvíka (1818), Bostonskou kolej, Kolej Svatého kříže, Univerzitu Santa Clara a několik Loyolských kolejí. Jejich příkladu následovala řada dalších řeholních společenství, například dominikáni, Kongregace Svatého kříže a františkáni.
V 90. letech 19. století rozbouřila vysoké úředníky polemika o amerikanismu. Vatikán měl podezření, že v americké církvi je příliš mnoho liberalismu, a výsledkem byl obrat ke konzervativní teologii, neboť irští biskupové stále více projevovali svou naprostou loajalitu papeži a stopy liberálního myšlení na katolických kolejích byly potlačovány. V rámci tohoto sporu byl zakladatel otců paulistů Isaac Hecker obviněn francouzským duchovním Charlesem Maignenem ze subjektivismu a kryptoprotestantismu. Navíc někteří, kteří s Heckerem ve Francii sympatizovali, byli obviněni z amerikanismu.

#### Mnišky a řádové sestry
Hlavní článek: Katolické řeholní sestry a mnišky v USA

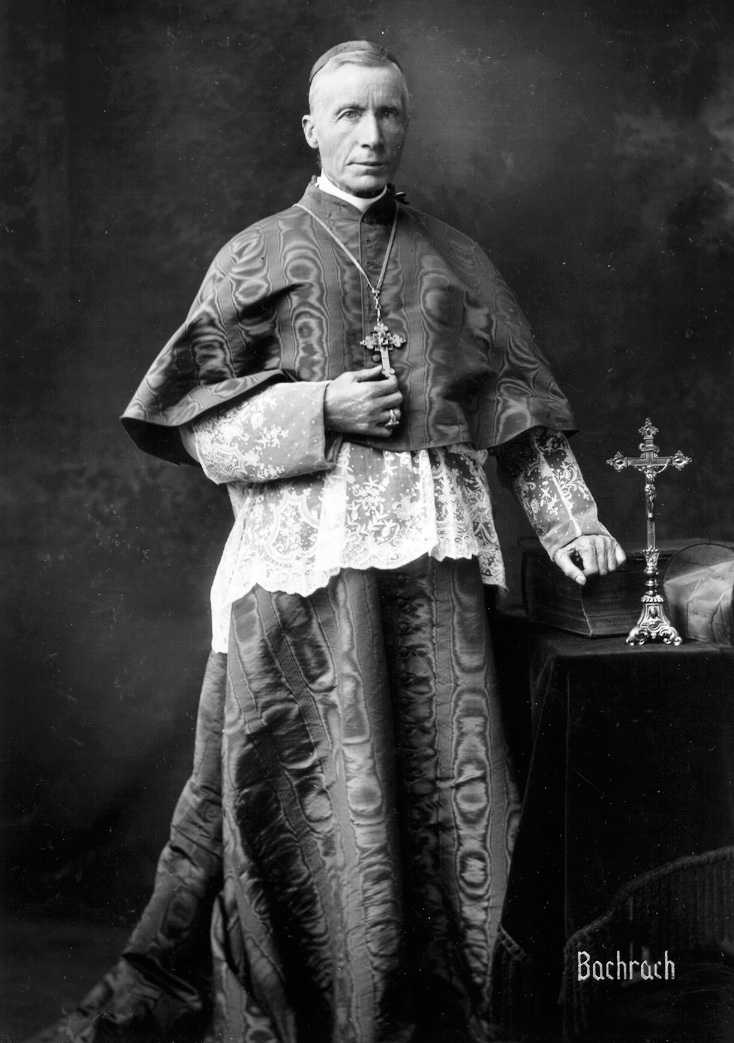
Kardinál James Gibbons (1834–1921), arcibiskup z Baltimoru, uznávaný představitel amerických katolíků

Mnišky a řádové sestry hrály od počátku 19. století významnou roli v americkém náboženství, školství, ošetřovatelství a sociální práci. V katolické Evropě byly kláštery po staletí bohatě dotovány a sponzorovány šlechtou. V Americe však bylo jen velmi málo bohatých katolíků a žádní aristokraté. Řeholní řády zakládaly podnikavé ženy, které viděly potřebu a příležitost, a zaměstnávaly zbožné ženy z chudých rodin. Jejich počet rychle rostl, od 900 sester v 15 komunitách v roce 1840 přes 50 000 ve 170 kongregacích v roce 1900 až po 135 000 ve 300 různých kongregacích v roce 1930. Od roku 1820 sestry vždy převyšovaly počet kněží a řádových bratří. Jejich počet dosáhl vrcholu v roce 1965, kdy jich bylo 180 000, poté klesl na 56 000 v roce 2010. Mnoho žen opustilo své řády a přibylo jen málo nových členek.
8. dubna 2008 se kardinál William Levada, prefekt Kongregace pro nauku víry pod vedením Benedikta XVI., setkal v Římě s vedoucími představitelkami Konference ženských řeholí a sdělil, že CDF provede doktrinální hodnocení LCWR, přičemž vyjádřil obavy, že řeholnice vyjadřují radikální feministické názory. Podle Laurie Goodsteinové bylo vyšetřování, které mnozí američtí katolíci vnímali jako „otravnou a nespravedlivou inkvizici sester, které vedly církevní školy, nemocnice a charitativní organizace“, nakonec v roce 2015 papežem Františkem uzavřeno.

#### Antikatolicismus
Objevila se některá protikatolická politická hnutí: Know Nothings ve 40. letech 19. století. Ve Spojených státech působila American Protective Association (APA) v 90. letech 19. století a druhý Ku-klux-klan ve 20. letech 20. století. Ale již v roce 1884, tváří v tvář výbuchům antikatolicismu, byli katoličtí představitelé jako James kardinál Gibbons naplněni obdivem ke své zemi: „Čím častěji jezdím do Evropy,“ řekl Gibbons, „čím déle tam zůstávám a čím více studuji politické poměry jejího lidu, tím více se vracím domů naplněn obdivem k naší vlastní zemi a [jsem] hluboce vděčný za to, že jsem americkým občanem.“ Nepřátelství ze strany protestantů sláblo, když katolíci prokázali své vlastenectví v první světové válce, svou oddanost charitě a oddanost demokratickým hodnotám.

### 20. až 21. století
Hlavní článek: Dějiny katolické církve ve Spojených státech ve 20. století

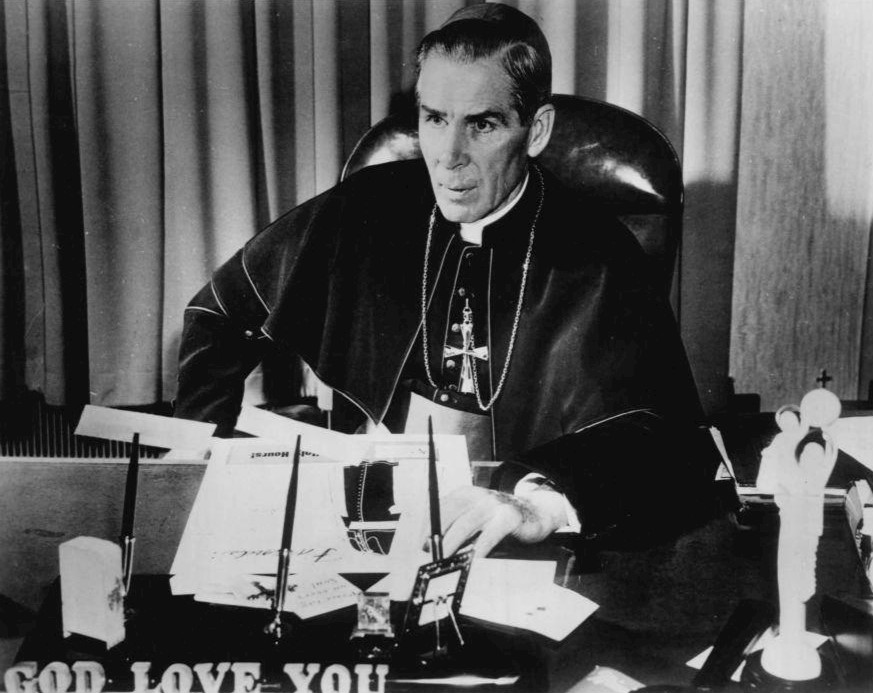
Biskup Fulton J. Sheen se stal mediální osobností díky vlastnímu televiznímu pořadu Život stojí za to žít (Life Is Worth Living), který se vysílal v roce 1950, kdy se církev s nástupem masových médií snažila předat své poselství širšímu publiku

V období intenzivní emigrace od 40. let 19. století do roku 1914 biskupové často zakládali samostatné farnosti pro hlavní etnické skupiny z Irska, Německa, Polska, francouzské Kanady a Itálie. V Iowě je ilustrativní vývoj arcidiecéze Dubuque, působení biskupa Lorase a stavba katedrály svatého Rafaela, která měla uspokojit potřeby Němců a Irů. Za zmínku stojí také přínos 400 italských jezuitských emigrantů, kteří v letech 1848-1919 založili desítky institucí sloužících různorodému obyvatelstvu na Západě. Do konce století založili vysoké školy (později univerzity) v San Francisku, Santa Claře, Denveru, Seattlu a Spokane, aby uspokojili kulturní a náboženské potřeby obyvatel tohoto regionu. Sloužili také horníkům v Coloradu, původním obyvatelům v několika státech a Hispáncům v Novém Mexiku, „stavěli kostely [v posledně jmenovaném státě], vydávali knihy a noviny a provozovali školy ve veřejném i soukromém sektoru.“
Na počátku 20. století byla přibližně šestina obyvatel Spojených států katolického vyznání. Novodobí katoličtí přistěhovalci přicházejí do Spojených států z Filipín, Polska a Latinské Ameriky, zejména z Mexika a Střední Ameriky. Tato multikulturnost a rozmanitost ovlivnila chování katolicismu ve Spojených státech. Například většina diecézí nabízí mše v několika jazycích a stále více farností nabízí mše v oficiálním jazyce církve, latině, vzhledem k její univerzálnosti.
Sociolog Andrew Greeley, vysvěcený katolický kněz z Chicagské univerzity, provedl na konci 20. století řadu celostátních průzkumů mezi katolíky. Vydal stovky knih a článků, odborných i populárních. Jeho životopisec shrnuje jeho výklad: 
Argumentoval přetrvávajícím významem etnicity v americkém životě a odlišností katolické náboženské imaginace. V různých publikacích vysvětloval, že katolíci se od ostatních Američanů liší svým sklonem k „svátostnému“ myšlení, kdy si Boha představují jako přítomného ve světě, který je spíše zjevením než bezútěšným. Poetické prvky katolické tradice – její příběhy, obrazy a rituály – podle Greeleyho udržovaly většinu katolíků věrné, ať už nesouhlasili s jakýmikoliv aspekty církevní disciplíny nebo nauky. Navzdory neměnné povaze církevní nauky Greeley trval na tom, že Humanae Vitae, papežská encyklika z roku 1968, která potvrdila katolický zákaz antikoncepce, je jedinou příčinou prudkého poklesu týdenní návštěvnosti mší v letech 1968–1975.
V roce 1965 se mše pravidelně účastnilo 71 % katolíků.
Na konci 20. století „[...] se katolická církev ve Spojených státech stala předmětem kontroverzí kvůli obviněním ze zneužívání dětí a mladistvých duchovními, z nedbalosti biskupů při potírání těchto zločinů a z četných civilních žalob, které katolické diecéze stály stovky milionů dolarů jako odškodné.“ Z tohoto důvodu byla zavedena vyšší kontrola a řízení, jakož i ochranná politika a diecézní vyšetřování seminářů, aby se napravilo toto dřívější zneužívání moci a ochránili farníci a církev před dalším zneužíváním a skandály.
Jednou z iniciativ je „National Leadership Roundtable on Church Management“ (NLRCM), skupina vedená laiky, která se zrodila po skandálu se sexuálním zneužíváním a věnuje se zavádění lepších administrativních postupů ve 194 diecézích, které zahrnují 19 000 farností po celé zemi s přibližně 35 000 laickými církevními služebníky (Lay ecclesial ministry), kteří v těchto farnostech odpracují 20 a více hodin týdně. Podle studie Pew Researchers z roku 2015 navštěvuje 39 % katolíků kostel alespoň jednou týdně a 40 % jednou nebo dvakrát měsíčně.
Ačkoli byla otázka svěřenství (trusteeism) většinou vyřešena v 19. století, vyskytly se některé související problémy. V roce 2005 byl vydán interdikt členům správní rady kostela svatého Stanislava Kostky (St. Louis, Missouri) ve snaze přimět je k předání církevního majetku arcidiecézi Saint Louis. V roce 2006 byl jeden kněz obviněn z krádeže 1,4 milionu dolarů ze své farnosti, což vyvolalo debatu o zákonu 1098 z Connecticutu, který měl katolickou církev přinutit k jinému hospodaření s penězi. S otázkami vlastnictví majetku souvisí i to, že některé farnosti byly zlikvidovány a majetek byl odebrán diecézi, místo aby byl rozdělen okolním farnostem, což je v rozporu s církevními finančními pravidly.
V roce 2009 John Micklethwait, redaktor časopisu The Economist a spoluautor knihy God Is Back: How the Global Revival of Faith Is Changing the World (Bůh je zpět: Jak globální obroda víry mění svět), uvedl, že americký katolicismus, který ve své knize popisuje jako „pravděpodobně nejvýraznější evangelikální úspěch druhé poloviny devatenáctého století“, docela šťastně konkuroval, „aniž by ztratil cokoli ze svých základních charakteristik“. V americkém „pluralismu“ se mu dařilo.
Odhaduje se, že v roce 2011 bylo 26 milionů amerických katolíků „odpadlých (matrikových)“, tj. nepraktikujících svou víru. Někteří náboženští komentátoři je běžně označují za „druhou největší náboženskou denominaci ve Spojených státech.“ Nedávné výsledky průzkumu Pew Research z roku 2014 ukazují, že asi 31,7 % dospělých Američanů bylo vychováno jako katolíci, zatímco 41 % z této skupiny se již jako katolíci neidentifikuje.
Podle průzkumu vědců z Georgetownské univerzity z roku 2015 je Američanů, kteří se sami označují za katolíky, včetně těch, kteří nechodí pravidelně na mši, 81,6 milionu, tedy 25 % populace, a 68,1 milionu, tedy 20 % americké populace, jsou katolíci vázaní na konkrétní farnost. Asi 25 % amerických katolíků uvádí, že se účastní mše jednou týdně nebo častěji, a asi 38 % chodilo na mši alespoň jednou měsíčně. Studie zjistila, že počet amerických katolíků se od roku 1965 každé desetiletí zvýšil o 3 až 6 % a že katolická církev je „nejrozmanitější z hlediska rasy a etnické příslušnosti v USA“, přičemž Hispánci tvoří 38 % katolíků a černoši a Asiaté po 3 %. Katolická církev v USA „představuje snad nejvíce multietnickou organizaci jakéhokoli druhu, a je tak hlavní laboratoří mezikulturní spolupráce a mezikulturní komunikace zcela v rámci hranic státu.“ Jako by si přála vytvořit širší církevní identitu, která by nově příchozím poskytla inkluzivnější přijetí, podobně jako to chtěli církevní představitelé 19. století, například arcibiskupové John Ireland a James Gibbons, kteří „chtěli, aby se katoličtí přistěhovalci stali plně americkými, a ne ,cizinci v cizí zemiʻ.“ Pouze 2 % amerických katolíků chodí ke zpovědi pravidelně, zatímco tři čtvrtiny z nich chodí ke zpovědi jednou ročně nebo méně často; platnou zpověď církev vyžaduje po spáchání smrtelného hříchu k návratu do stavu posvěcující milosti, který je nezbytný k přijetí svatého přijímání. Jako jedno z církevních přikázání se také vyžaduje, aby každý katolík vykonal platnou zpověď alespoň jednou ročně.
Podle analýzy Matthewa Bunsena z průzkumu Real Clear mezi americkými katolíky z konce roku 2019:
Katolicismus je vystaven náporu sekularismu, materialismu a relativismu. Neúspěchy v katechezi a formaci vytvořily velké mezery v praxi a víře, které dnes zasahují do všech aspektů katolického života.
Od roku 1970 klesla týdenní návštěvnost kostela mezi katolíky z 55 % na 20 %, počet kněží se snížil z 59 000 na 35 000 a počet lidí, kteří opustili katolicismus, se zvýšil z necelých 2 milionů v roce 1975 na dnešních více než 30 milionů. V roce 2022 zůstalo ve Spojených státech méně než 42 000 řádových sester, což představuje 76% pokles za 50 let, přičemž méně než 1 % řeholnic je mladších 40 let.
Údaje z průzkumu společnosti RealClear ukazují, že latinskoamerický prvek nyní dosahuje 37 % katolické populace a stále roste. Je to 60 procent demokratů, zatímco nelatinští katolíci jsou politicky rozděleni přibližně půl na půl. Přestože se mnoho Američanů stále hlásí ke katolické církvi, míra jejich náboženské účasti klesá. V současné době chodí na mši alespoň jednou týdně pouze 39 % všech katolíků. Téměř dvě třetiny katolíků tvrdí, že jejich důvěra ve vedení církve byla podkopána krizí sexuálního zneužívání duchovními. Přesto 86 % všech katolíků stále považuje náboženství za důležité pro svůj život.
Po smrti papeže Františka v roce 2025 zvolilo konkláve kardinála Roberta Francise Prevosta prvním papežem v historii narozeným ve Spojených státech amerických. Prevost, augustinián, se narodil v Chicagu a studoval na Villanovské univerzitě nedaleko Filadelfie. Po svém zvolení si zvolil papežské jméno Lev XIV.

## Organizace

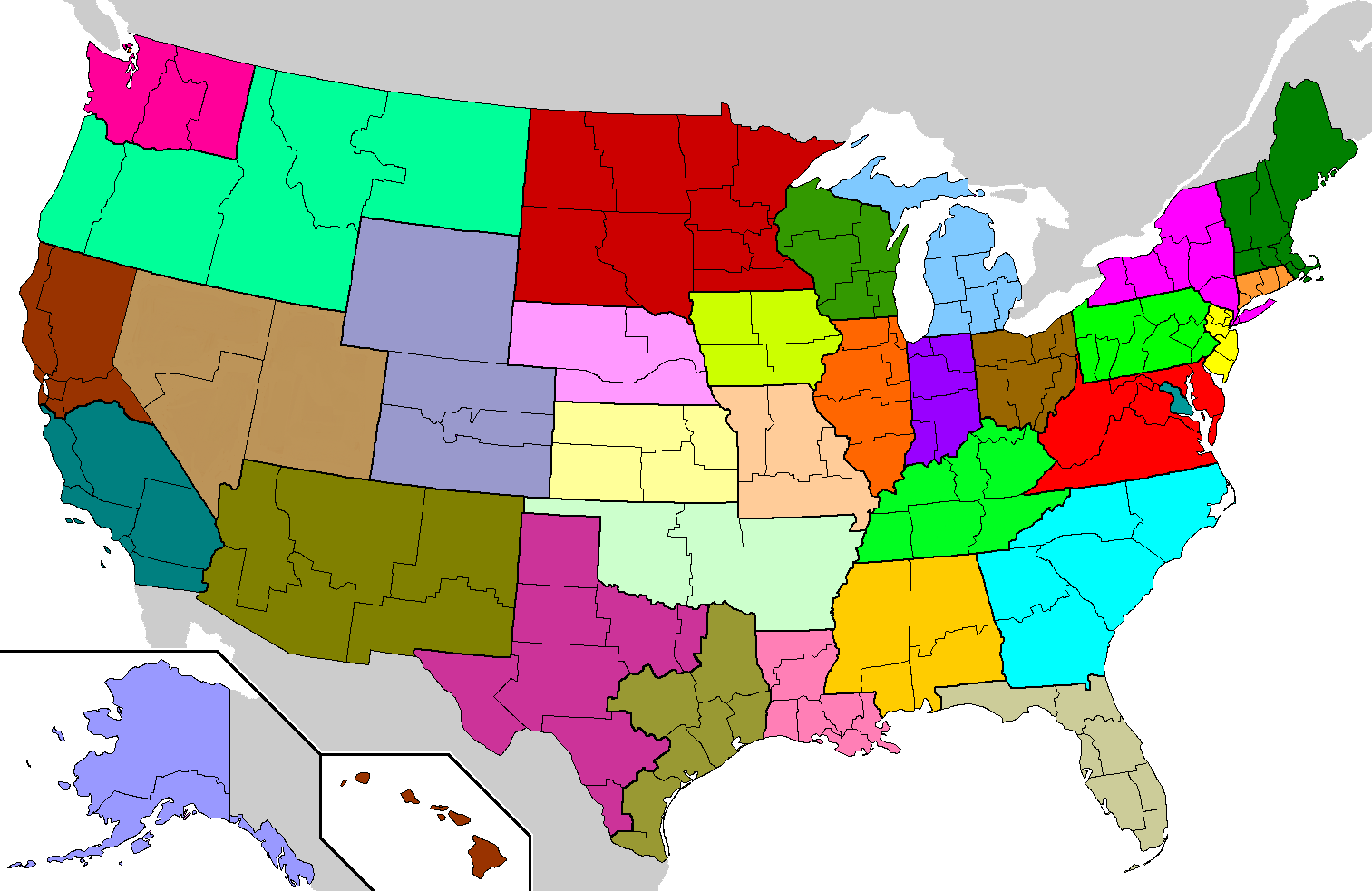
Provincie a diecéze katolické církve v USA. Každá barva představuje jednu z 32 provincií latinské církve.

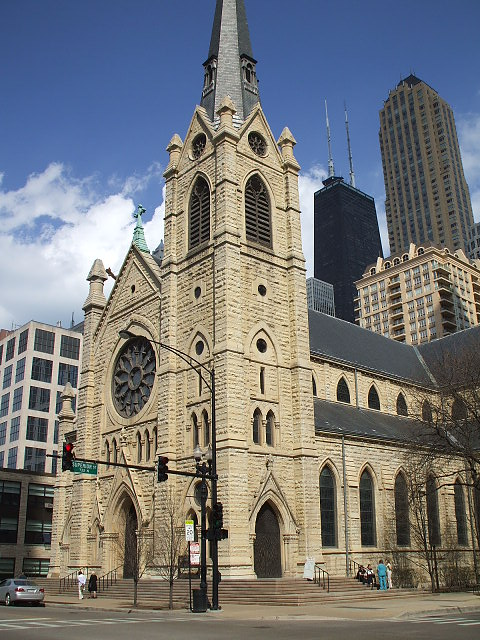
Katedrála Nejsvětějšího jména v Chicagu, mateřský kostel jedné z největších katolických diecézí ve Spojených státech

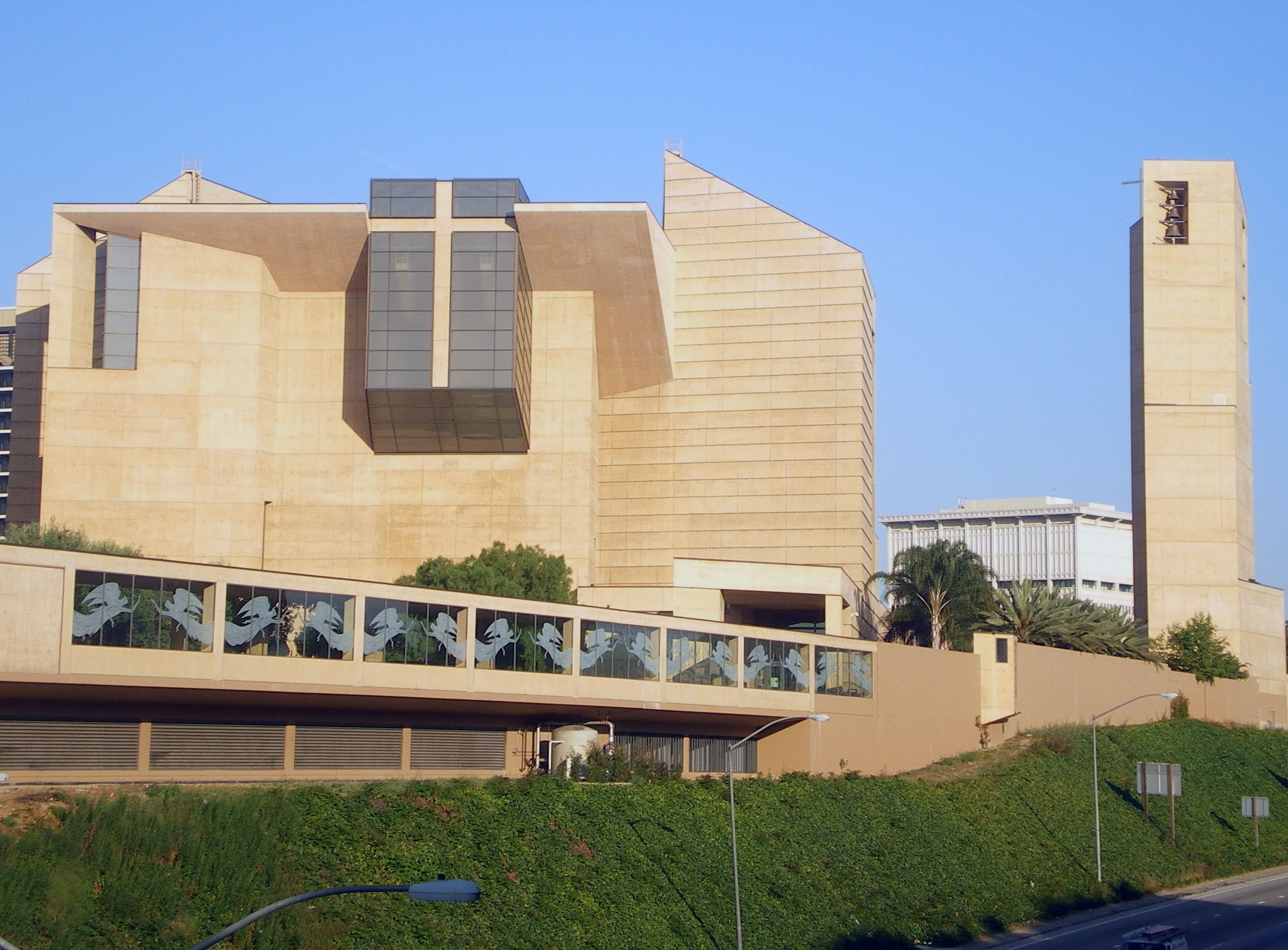
Katedrála Panny Marie Andělské, hlavní kostel losangeleské arcidiecéze a druhý největší katolický kostel ve Spojených státech

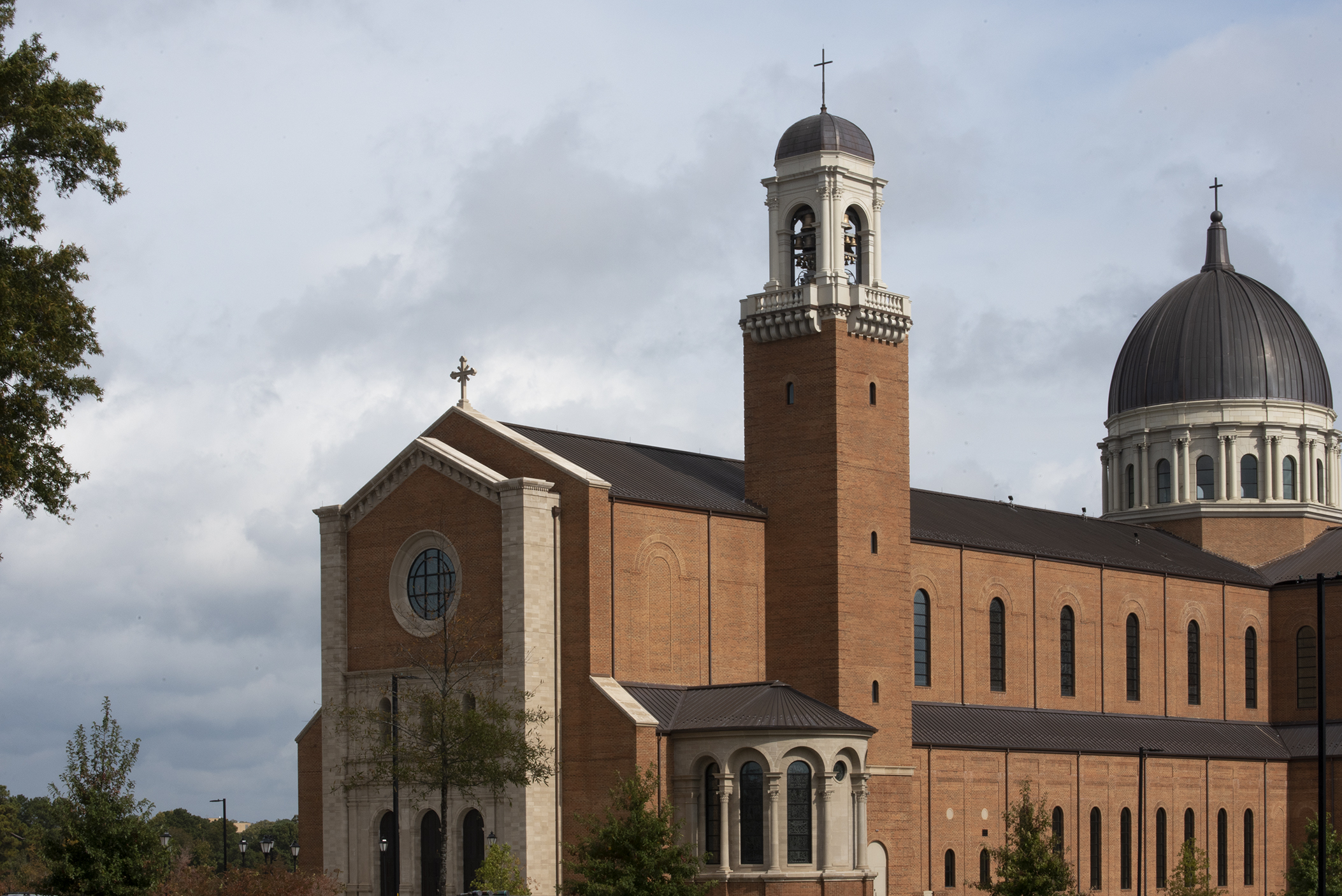
Katedrála Nejsvětějšího jména Ježíšova v Raleighu v Severní Karolíně, pátá největší katedrála ve Spojených státech

Viz též: Seznam katolických diecézí ve Spojených státech amerických
Katolíci se sdružují v místních společenstvích zvaných farnosti, v jejichž čele stojí kněz, a obvykle se scházejí ve stálé církevní budově k liturgii každou neděli, ve všední dny a ve sváteční dny. V rámci 196 geografických diecézí a arcidiecézí (bez arcidiecéze vojenských služeb) bylo v roce 2018 ve Spojených státech 17 007 místních katolických farností. Katolická církev má třetí nejvyšší celkový počet místních společenství v USA po jižních baptistech a spojených metodistech. Průměrná katolická farnost je však výrazně větší než průměrná baptistická nebo metodistická kongregace; katolíků je více než čtyřikrát ve srovnání s jižanskými baptisty a více než osmkrát ve srovnání s metodisty.
Ve Spojených státech je 197 církevních jurisdikcí:
- diecézí: 177 diecézí latinské církve
  - včetně 32 latinsko-katolických arcidiecézí
- 18 východních katolických eparchií
  - včetně 2 východokatolických archieparchií
  - včetně 1 eparchie (pro syrsko-malankarskou katolickou církev)
- 2 ordinariáty
  - 1 osobní ordinariát pro bývalé anglikány, kteří vstoupili do plného katolického společenství
  - jeden pro příslušníky armády (ačkoli je ekvivalentem arcidiecéze, technicky se jedná o vojenský ordinariát)

Východní katolické církve jsou církve původem z východní Evropy, Asie a Afriky, které mají vlastní odlišný liturgický, právní a organizační systém a jsou identifikovány podle národního nebo etnického charakteru regionu, z něhož pocházejí. Každá z nich je v rámci katolické církve považována za plně rovnocennou latinské tradici. Ve Spojených státech existuje 15 diecézí východní církve (tzv. eparchie) a dvě arcidiecéze východní církve (neboli archieparchie), byzantská katolická archieparchie v Pittsburghu a ukrajinská katolická archieparchie ve Filadelfii. 
V čele apoštolského exarchátu syromalankarské katolické církve ve Spojených státech stojí biskup, který je členem Konference katolických biskupů USA. Apoštolský exarchát je obdobou apoštolského vikariátu východní katolické církve. Nejedná se o plnohodnotnou diecézi/eparchii, ale je zřízen Svatým stolcem pro pastorační péči o východní katolíky v oblasti mimo území východní katolické církve, ke které patří. V jejím čele stojí biskup nebo kněz s titulem exarcha.
Osobní ordinariát Stolce svatého Petra byl založen 1. ledna 2012, aby sloužil bývalým anglikánským skupinám a duchovním ve Spojených státech, kteří se chtěli stát katolíky. Ordinariát, podobný diecézi, i když s celostátní působností, sídlí v texaském Houstonu a zahrnuje farnosti a komunity po celých Spojených státech, které jsou plně katolické a zároveň si zachovávají prvky svého anglikánského dědictví a tradic. 
K roku 2024 je 8 diecézí ze 196 neobsazených (sede vacante).
Ústředním vedoucím orgánem katolické církve ve Spojených státech je Konference katolických biskupů USA, kterou tvoří hierarchie biskupů (včetně arcibiskupů) Spojených států a Amerických Panenských ostrovů, ačkoli každý biskup je ve své diecézi nezávislý a zodpovídá se pouze Svatému stolci. USCCB si volí předsedu, který je jejich administrativní hlavou, ale v žádném případě není „hlavou“ církve nebo katolíků ve Spojených státech. Kromě 195 diecézí a jednoho exarchátu zastoupených v USCCB existuje několik diecézí v dalších čtyřech zámořských závislých územích státu. V Portorickém společenství tvoří biskupové šesti diecézí (jedné metropolitní arcidiecéze a pěti sufragánních diecézí) vlastní biskupskou konferenci, Portorickou biskupskou konferenci (Conferencia Episcopal Puertorriqueña). Biskupové v amerických ostrovních oblastech v Tichém oceánu – Společenství Severních Marian, teritorium Americká Samoa a teritorium Guam – jsou členy Tichomořské biskupské konference.
Katolíci ve Spojených státech nemají žádného primase. V padesátých letech 19. století bylo baltimorské arcidiecézi přiznáno výsadní postavení, které jejímu arcibiskupovi propůjčuje některé z vedoucích pravomocí, jež jsou v jiných zemích přiznávány primasům. Arcidiecéze baltimorská byla první diecézí založenou ve Spojených státech v roce 1789, jejím prvním biskupem byl John Carroll (1735–1815). Po mnoho let byla nejvlivnější diecézí v rodícím se státě. Nyní však mají Spojené státy několik velkých arcidiecézí a řadu kardinálů-arcibiskupů.
Většina katolíků ve Spojených státech patří k latinské církvi katolické církve. Ritus obecně označuje formu bohoslužby („liturgický ritus“) v církevním společenství vzhledem ke kulturním a historickým rozdílům i rozdílům v praxi. Dokument II. vatikánského koncilu Orientalium Ecclesiarum („O východních církvích“) však uznává, že tato východní katolická společenství jsou „pravými církvemi“, a nikoliv jen rity v rámci katolické církve. Ve Spojených státech je 14 dalších církví (23 v rámci celosvětové katolické církve), které jsou ve společenství s Římem, plně uznané a platné z pohledu katolické církve. Mají své vlastní biskupy a eparchie. Největší z těchto společenství v USA je Chaldejská katolická církev. Většina těchto církví je východoevropského a blízkovýchodního původu. Východní katolické církve se odlišují od pravoslavných, přičemž je lze identifikovat podle toho, že používají termín katolická.
Na začátku třetího tisíciletí, zejména po vydání apoštolského listu Summorum Pontificum papežem Benediktem XVI. v roce 2007, se Spojené státy spolu s Francií, Anglií a několika dalšími anglofonními zeměmi staly baštou malého, ale rostoucího tradicionalistického katolického hnutí. Po celé zemi je více než 600 míst, kde se slouží tradiční latinská mše.

## Personál
Církev zaměstnává lidi na různých vedoucích pozicích a ve službě. Mezi její služebníky patří vysvěcení duchovní (biskupové, kněží a jáhni) a nevysvěcení laičtí církevní služebníci, teologové a katecheti.
Někteří katolíci, laici i duchovní, žijí formou zasvěceného života, namísto manželství. Patří sem široká škála vztahů, od mnišských (mniši a mnišky), přes žebravé (řeholníci a řeholnice), apoštolské (kněží, bratři a sestry) až po laické a sekulární instituty. Zatímco mnozí z nich slouží také v nějaké formě výše uvedené služby, jiní vykonávají světskou kariéru v rámci církve nebo mimo ni. Zasvěcený život – sám o sobě – nečiní z člověka součást kléru nebo služebníka církve.
Kromě toho je mnoho laiků zaměstnáno ve „světských“ profesích na podporu církevních institucí, včetně pedagogů, zdravotníků, odborníků na finance a lidské zdroje, právníků a dalších. 

### Biskupové
Vedení katolické církve ve Spojených státech vykonávají biskupové, jednotlivě pro své diecéze a kolektivně prostřednictvím Katolické biskupské konference Spojených států amerických (USCCB). Existují některá seskupení biskupů střední úrovně, jako jsou církevní provincie (často pokrývající jeden stát) a čtrnáct geografických regionů USCCB, ale ty mají pro potřeby konference spíše menší význam. 
Běžnou funkcí biskupa je být biskupem určité diecéze, jejím hlavním pastýřem a duchovním, obvykle geograficky vymezené a zahrnující v průměru asi 350 000 katolických křesťanů. V kanonickém právu se biskup, který vede určitou diecézi nebo podobný úřad, nazývá „ordinář“ (tj. má na tomto území nebo seskupení křesťanů úplnou jurisdikci).
Existují dvě negeografické diecéze, tzv. ordinariáty, jeden pro vojenský personál a jeden pro bývalé anglikány, kteří jsou v plném společenství s katolickou církví.
Diecéze jsou geograficky seskupeny do provincií, obvykle v rámci jednoho státu, části státu nebo více států dohromady. Provincii tvoří několik diecézí, které se obracejí na jednoho sídelního biskupa (obvykle z nejlidnatější nebo historicky nejvlivnější diecéze/města), aby je vedl a řídil. Tento vedoucí biskup je jejich arcibiskup a jeho diecéze je arcidiecéze. Arcibiskup se nazývá „metropolitní“ biskup, který usiluje o dosažení určité jednoty v praxi se svými bratry „sufragánními“ biskupy.
Některé větší diecéze mají další biskupy, kteří pomáhají diecéznímu biskupovi, a ti se nazývají „pomocní“ biskupové nebo v případě biskupa „koadjutora“ s právem nástupnictví.
Kromě toho jsou někteří biskupové povoláni k tomu, aby zvláštním způsobem radili a pomáhali římskému biskupovi, papeži, a to buď jako další povinnost vedle svého diecézního úřadu, nebo někdy na plný úvazek v římské kurii či příbuzné instituci sloužící univerzální církvi. Těmto osobám se říká kardinálové, protože jsou „inkardinováni“ do druhé diecéze (Říma). Všichni kardinálové mladší 80 let se účastní volby nového papeže, když se uvolní papežský úřad.
Ve Spojených státech je 428 aktivních a emeritních katolických biskupů: 
255 aktivních biskupů:
- 36 arcibiskupů
- 144 diecézních biskupů
- 67 pomocných biskupů

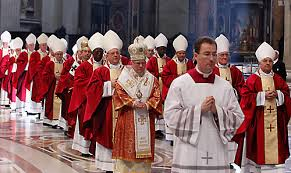
Kardinálové a biskupové procházející bazilikou svatého Petra v listopadu 2014

- 8 apoštolských nebo diecézních administrátorů

173 biskupů ve výslužbě:
- 33 emeritních arcibiskupů
- 95 emeritních diecézních biskupů
- 45 emeritních pomocných biskupů

#### Kardinálové
V USA je 17 kardinálů.
Šest arcidiecézí v současnosti vedou arcibiskupové, kteří byli jmenováni kardinály: 
- Blase Joseph Cupich – Chicago
- Daniel DiNardo – Galveston-Houston
- Timothy M. Dolan – New York
- Wilton Daniel Gregory – Washington, D.C.
- Seán Patrick O'Malley – Boston
- Joseph W. Tobin – Newark

Jeden kardinál slouží jako diecézní biskup:
- Robert W. McElroy – San Diego

Dva kardinálové jsou ve službách papeže, v Římské kurii nebo v příbuzných úřadech:
- Kevin Farrell – Prefekt dikasteria pro laiky, rodinu a život
- James Michael Harvey – Arcikněz baziliky svatého Pavla za hradbami

Sedm kardinálů je na odpočinku:
- Raymond Leo Burke – emeritní patron Suverénního maltézského vojenského řádu a emeritní prefekt Apoštolské signatury
- Roger Mahony – Emeritní arcibiskup Los Angeles
- Adam Maida – Emeritní arcibiskup v Detroitu
- Edwin Frederick O'Brien – Emeritní velmistr Rytířského řádu Božího hrobu jeruzalémského
- Justin Francis Rigali – Emeritní arcibiskup ve Philadelphii
- James Stafford – Emeritní hlavní penitenciář Apoštolské penitenciárie a Emeritní arcibiskup v Denveru
- Donald Wuerl – Emeritní arcibiskup ve Washingtonu, D.C.

### Duchovenstvo a služebníci
V roce 2018 bylo ve Spojených státech zaměstnáno přibližně 100 000 duchovních a služebníků, včetně: 
- 36 580 presbyterů (kněží)
  - 25 254 diecézních
  - 11 326 řeholníků/ zasvěcených osob
- 18 291 řádných (trvalých) jáhnů
- 39 651 laických služebníků církve (2016)[86]
  - 23 149 diecézních
  - 16 502 řeholníků/zasvěcených osob

Ve formaci pro duchovní službu je také přibližně 30 000 seminaristů/studentů:
- 3 526 kandidátů kněžství
- 2 088 kandidátů diakonátu
- 16 585 kandidátů pro laickou církevní službu

### Laičtí pracovníci
630 katolických nemocnic v USA má celkový rozpočet 101,7 miliardy dolarů a zaměstnává 641 030 zaměstnanců na plný úvazek.
Na 6525 katolických základních a středních školách v USA pracuje 151 101 zaměstnanců na plný úvazek, z nichž 97,2 % jsou laici, 2,3 % zasvěcené osoby a 0,5 % vysvěcené osoby.
261 katolických institucí vyššího (terciárního) vzdělávání v USA zaměstnává přibližně 250 000 zaměstnanců na plný úvazek, včetně vyučujících, správců a pomocného personálu.
Celkově katolická církev zaměstnává více než milion zaměstnanců s provozním rozpočtem téměř 100 miliard dolarů na provoz farností, diecézních základních a středních škol, domovů důchodců, rekolekčních center, nemocnic a dalších charitativních institucí.

## Instituce

### Farní školy
Hlavní články: Katolické školy ve Spojených státech a Dějiny katolického školství ve Spojených státech
V polovině 19. století začali katolíci ve větších městech budovat vlastní farní školský systém. Hlavním podnětem byla obava, že kontakt s protestantskými učiteli ve veřejných školách a protestantskými spolužáky povede ke ztrátě víry. Protestanti na to reagovali silným odporem proti jakémukoli veřejnému financování církevních škol. Katolíci přesto budovali své základní školy, farnost po farnosti, a jako učitele využívali velmi špatně placené řádové sestry.
Ve třídách byly nejvyššími prioritami zbožnost, pravověrnost a přísná kázeň. Znalosti předmětu byly podružné a na konci 19. století jen málo učitelů na církevních (nebo světských) školách samo překročilo osmou třídu. Sestry pocházely z mnoha denominací a neexistovala žádná snaha o společné vzdělávací programy pro učitele. Biskupové byli lhostejní. Nakonec kolem roku 1911, pod vedením Katolické univerzity ve Washingtonu, začaly katolické vysoké školy pořádat letní instituty, kde se sestry vzdělávaly v pedagogických technikách. Dlouho po druhé světové válce byly katolické školy ve srovnání se státními školami poznamenány horšími zařízeními a méně vzdělanými učiteli. Učitelé byli vybíráni podle religiozity, nikoliv podle pedagogických schopností; výsledkem byly zbožné děti a menší riziko sňatků s protestanty. V druhé polovině 20. století však začaly katolické školy dosahovat výrazně lepších výsledků než jejich veřejné protějšky.

### Univerzity a vysoké školy
Hlavní článek: Seznam katolických univerzit a vysokých škol v USA
Podle údajů Asociace katolických vysokých škol a univerzit (Association of Catholic Colleges and Universities) z roku 2011 je ve Spojených státech přibližně 230 katolických univerzit a vysokých škol s téměř 1 milionem studentů a přibližně 65 000 profesorů. V roce 2016 počet terciárních škol klesl na 227, přičemž počet studentů rovněž klesl na 798 006. Národní univerzitou církve, založenou národními biskupy v roce 1887, je The Catholic University of America ve Washingtonu D.C. První katolickou vysokou školou/univerzitou založenou ve Spojených státech je Georgetown University, založená v roce 1789. Nejbohatší americkou katolickou univerzitou je University of Notre Dame (založena v roce 1842), jejíž nadační jmění v roce 2022 činilo více než 20 miliard. Ve vydání žebříčku U.S. News & World Report z roku 2023 bylo 10 ze 100 nejlepších národních univerzit v USA katolických.

### Kněžské semináře
Hlavní článek: Seznam katolických seminářů
Podle Oficiálního katolického adresáře z roku 2016 bylo v roce 2016 ve Spojených státech 243 seminářů s 4785 studenty; 3629 diecézních seminaristů a 1456 řeholních seminaristů. Podle oficiálních statistik z roku 2017 je ve Spojených státech 5 050 seminaristů (3 694 diecézních a 1 356 řeholních). Američtí katoličtí biskupové navíc dohlížejí na Papežskou severoamerickou kolej pro americké seminaristy a kněze studující na některé z papežských univerzit v Římě.

### Zdravotní systém
Další informace: Katolická zdravotní asociace Spojených států
V roce 2002 byl katolický systém zdravotní péče, který zastřešoval 625 nemocnic s celkovým příjmem 30 miliard dolarů, největší skupinou neziskových systémů v zemi. V roce 2008 se náklady na provoz těchto nemocnic zvýšily na 84,6 miliardy dolarů, včetně 5,7 miliardy dolarů, které věnují. Podle americké Katolické zdravotnické asociace (Catholic Health Association of the United States) přijímá 60 zdravotnických systémů v průměru každého šestého pacienta v celé zemi a podle organizace Merger Watch (2018) tvoří katolická zařízení přibližně 10 % všech „jediných komunitních poskytovatelů služeb“ v USA (49 z 514). V některých státech je tento podíl mnohem vyšší: například ve Wisconsinu a Jižní Dakotě „katolické nemocnice tvoří nejméně 50 % jediných komunitních poskytovatelů (služeb)“.

### Katolická charita
Další informace: Katolická charita v USA
Katolická charita (Catholic Charities USA) působí jako největší síť dobrovolných sociálních služeb ve Spojených státech. V roce 2009 přivítala v New Jersey 50 000. uprchlíka, který přišel do Spojených států z Barmy. Stejně tak od roku 2006 přesídlilo 14 846 uprchlíků z Barmy. Podle průzkumu The Chronicle of Philanthropy byla Catholic Charities USA v roce 2010 jednou z pouhých čtyř charitativních organizací mezi 400 největšími charitativními organizacemi, které v roce 2009 zaznamenaly nárůst darů.

## Demografické údaje

Mapa zobrazující zastoupení náboženských vyznání podle států v roce 2014 podle Pew Research Center. Katolíci tvořili většinu obyvatelstva ve čtyřech státech: Massachusetts, New Jersey, New York a Rhode Island.

Počet katolíků v 19. a 20. století rychle rostl díky vysoké porodnosti a přistěhovalectví, zejména z Irska a Německa, a po roce 1880 z východní Evropy, Itálie a Quebecu. Po roce 1910 začala rozsáhlá katolická imigrace z Mexika a v roce 2019 tvořili Latinoameričané 37 % amerických katolíků.
Od roku 1960 klesl podíl Američanů, kteří se hlásí ke katolické církvi, z přibližně 25 % na 22 %. Ve studii Pew Research z roku 2021 se „21 % dospělých Američanů označilo za katolíky, což odpovídá podílu katolíků v populaci v roce 2014.“ V absolutních číslech se počet katolíků zvýšil ze 45 milionů na 72 milionů. K 9. dubnu 2018 navštěvovalo kostel každý týden 39 % amerických katolíků, zatímco u amerických protestantů to bylo 45 %.
Asi 10 % obyvatel Spojených států z roku 2010 jsou bývalí katolíci nebo nepraktikující katolíci, což je téměř 30 milionů lidí. Lidé opouštějí církev z řady důvodů, které se týkají i jiných denominací: ztráta víry, rozčarování, lhostejnost nebo nesouhlas s jinou náboženskou skupinou nebo s žádnou. Ačkoli jsou stoupenci katolické církve přítomni po celé zemi, katolíci jsou obecně více koncentrováni na severovýchodě a městském Středozápadě. V současné době se však soustřeďují také na jihozápadě. Důvodem je pokračující růst americké hispánské komunity, která jako podíl na americké populaci postupně přesouvá geografické centrum amerického katolicismu ze severovýchodu a městského Středozápadu na jih a západ. Regionální rozložení amerických katolíků (v procentech z celkového počtu amerických katolíků) je následující: Severovýchod – 24 %, Středozápad – 19 %, Jih – 32 % (tento podíl se v posledních letech zvýšil díky rostoucímu počtu katolíků především v Texasu, Louisianě a na Floridě, zatímco ostatní jižní státy zůstávají převážně protestantské) a Západ – 25 %. Zatímco nejbohatší a nejvzdělanější Američané patří spíše k některým protestantským americkým skupinám, stejně jako k židovským a hinduistickým skupinám jako celku, více katolíků (13,3 milionu ), vzhledem ke svému počtu žije v domácnostech s ročním příjmem 100 000 dolarů nebo vyšším než kterákoli jiná náboženská skupina. Vysokoškolské vzdělání má více katolíků (více než 19 milionů) než příslušníků jakéhokoli jiného náboženského společenství ve Spojených státech, pokud je rozdělíme podle příslušných denominací nebo náboženských směrů.
V roce 2017 bylo ve Spojených státech 70 412 000 registrovaných katolíků (22 % obyvatel USA), jak spočítali američtí biskupové ve svém Oficiálním katolickém adresáři (Official Catholic Directory) 2016. Tento počet se opírá především o farní daň, kterou kněží každoročně vyhodnocují podle počtu registrovaných členů a přispěvatelů. V červenci 2021 vydal Public Religion Research Institute vlastní zprávu založenou na novém sčítání 500 000 osob. V ní se také uvádí, že 22 % z 330 milionů Američanů se hlásí ke katolické církvi: 12 % běloši, 8 % Latinoameričané a 2 % ostatní (černoši, Asiaté atd.). Odhady celkového počtu amerických katolíků z posledních let se obecně pohybují kolem 20–28 %. Podle Alberta J. Menedese, ředitele výzkumu organizace „Američané za náboženskou svobodu“, se mnoho Američanů nadále označuje za katolíky, ale „z různých důvodů se neregistrují v místních farnostech.“ Podle průzkumu mezi 35 556 obyvateli USA (zveřejněného v roce 2008 Pew Forum on Religion and Public Life) se 23,9 % Američanů označuje za katolíky (přibližně 72 milionů z 306 milionů obyvatel země). Studie uvádí, že 10 % lidí, kteří se v rozhovoru označili za protestanty, jsou bývalí katolíci a 8 % lidí, kteří se označili za katolíky, jsou bývalí protestanti. V posledních letech se více farností otevřelo, než zavřelo.
V severovýchodním kvadrantu USA (tj. v Nové Anglii, středním Atlantiku, východním severním středu a západním severním středu) došlo od roku 1970 k poklesu počtu farností, ale v ostatních pěti regionech (tj. v jižním Atlantiku, východním jižním středu, západním jižním středu, Tichomoří a horských regionech) počet farností stoupá a neustále roste. Katolíci v USA tvoří asi 6 % z celkového celosvětového počtu 1,3 miliardy členů církve. 
Viz též: Černošský katolicismus
Podle průzkumu Barna Group z roku 2004 je 60 % katolíků bílé národnosti (zahrnuje Američany s historicky katolickou národností, jako jsou Irové, Italové, Němci, Poláci nebo Francouzi), 31 % hispánské národnosti (většinou Mexičané, ale také mnoho Kubánců, Portoričanů a Dominikánců, Salvadorců, Kolumbijců, Guatemalců a Hondurasanů), 4 % černochů (včetně Afričanů, Haiťanů, černošských Latinoameričanů a Karibů) a 5 % jiné národnosti (většinou Filipínci, Vietnamci a další asijští Američané, Američané, kteří jsou multirasoví a mají smíšenou etnicitu, a američtí Indiáni). Mezi neispanskými bělochy se asi 16 milionů katolíků hlásí k irskému původu, asi 13 milionů k německému, asi 12 milionů k italskému, asi 7 milionů k polskému a asi 5 milionů k francouzskému (pozn. mnozí se hlásí k více etnikům). Zhruba 7,8 milionu katolíků, kteří konvertovali (především z protestantismu, menší počet z bez vyznání nebo jiných náboženství), jsou také většinou neispánští běloši, včetně mnoha lidí britského, holandského a skandinávského původu.
Mezi lety 1990 a 2008 přibylo 11 milionů katolíků. Z toho 9 milionů připadá na nárůst latinskoamerické populace. V roce 2008 tvořili 32 % všech amerických katolíků oproti 20 % v roce 1990. Procento Hispánců, kteří se označili za katolíky, kleslo z 67 % v roce 2010 na 55 % v roce 2013.
Podle novější zprávy Pew Forum, která zkoumala americkou religiozitu v roce 2014 a porovnávala ji s rokem 2007, bylo v roce 2014 50,9 milionu dospělých katolíků (bez dětí mladších 18 let), což představuje asi 20,8 % obyvatel USA, což je méně než v roce 2007, kdy jich bylo 54,3 milionu a 23,9 %. Pew také zjistil, že katolická populace stárne a tvoří vyšší procento starší populace než mladé, horší je také mezi mladými míra setrvání v katolické církvi. Přibližně 41 % „mladých“ vychovaných katolíků opustilo víru (oproti 32 % celkového počtu), z toho asi polovina se přiklonila k neangažované populaci a zbytek k evangelickým, jiným protestantským náboženským společenstvím a nekřesťanské víře. Konverze ke katolicismu jsou vzácné, 89 % současných katolíků bylo vychováno v tomto náboženství; 8 % současných katolíků jsou bývalí protestanti, 2 % byla vychována bez vyznání a 1 % v jiných náboženstvích (ortodoxní křesťané, mormoni nebo jiní netrinitární, buddhisté, muslimové atd.), přičemž ze všech sledovaných náboženských skupin se nejméně pravděpodobně stali katolíky židé a hinduisté. Celkově má katolicismus ze všech velkých náboženských skupin zdaleka nejhorší bilanci čistých konverzí, protože má vysokou míru odchodů z víry a nízkou míru příchodů k víře; naproti tomu u většiny ostatních náboženství jsou míry odchodů a příchodů zhruba vyrovnané, ať už jsou vysoké, nebo nízké. To se připisuje liberálnějšímu postoji církve po II. vatikánském koncilu, kdy se již konverze ke katolicismu nepodporují, a také tomu, že se v katolickém školství přestaly zdůrazňovat základní katolické náboženské představy. Přesto je podle Pew Research Center z roku 2015 „podíl katolíků v populaci podle řady dalších průzkumů dlouhodobě relativně stabilní.“ Podle rasy je 59 % katolíků bělochů, 34 % hispánců, 3 % černochů, 3 % Asiatů a 2 % míšenců nebo původních obyvatel Ameriky. Naopak 19 % bělochů nehispánského původu bylo v roce 2014 katolíky (pokles z 22 % v roce 2007), zatímco 55 % hispánců bylo katolíky (oproti 58 % v roce 2007). V roce 2015 bylo Hispánců 38 %, zatímco černochů a Asiatů po 3 %. Vzhledem k tomu, že v současnosti dochází k odklonu od katolicismu a k úplnému opuštění náboženství mnohem rychleji mezi Hispánci než mezi euroamerickými bělochy, černochy (2,9 % katolické populace USA) a asijskými katolíky, je pochybné, že v dohledné budoucnosti početně převýší poslední tři kategorie katolíků. Pew Research Center předpovídá, že do roku 2050 (kdy bude počet hispánské populace 128 milionů) bude pouze 40 % „třetí generace Latinoameričanů“ katolíky, 22 % se stane protestanty, 24 % bude bez vyznání a zbytek budou ostatní. To odpovídá prudkému poklesu podílu katolíků mezi sebeidentifikujícími se demokraty, u nichž je větší pravděpodobnost, že budou nebílí než republikáni. V jedné studii tři autoři zjistili, že asi 10 % amerických katolíků jsou „sekularisté“, „což znamená, že jejich náboženská identifikace je čistě symbolická.“

### Podle jednotlivých států (2017)

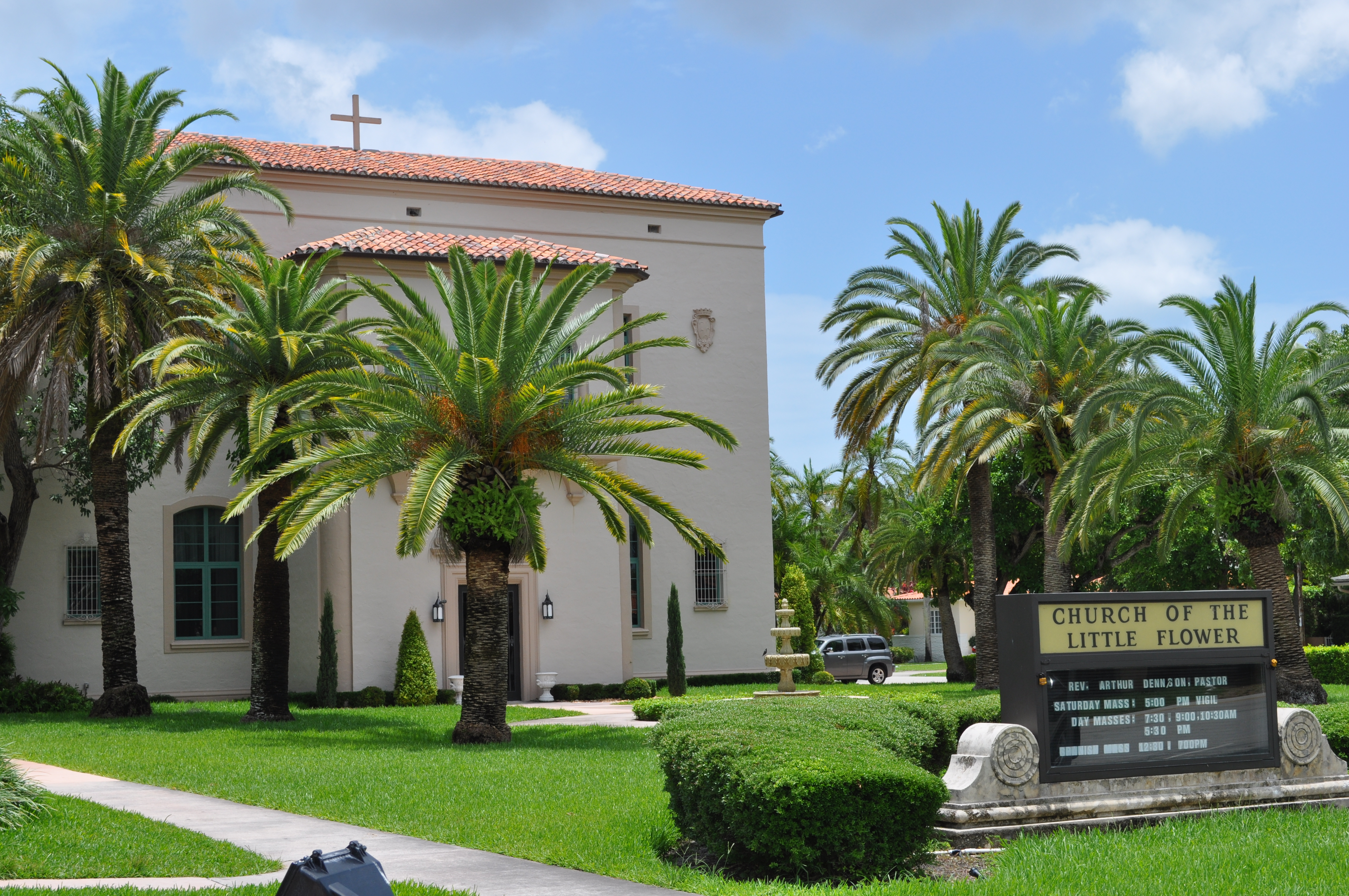
Kostel Little Flower v Coral Gables na Floridě

| Stát             | % Katolíků | Největší křesťanská denominace              |
| ---------------- | ---------- | ------------------------------------------- |
| Massachusetts    | 34         | Katolická církev                            |
| Rhode Island     | 42         | Katolická církev                            |
| New Jersey       | 34         | Katolická církev                            |
| California       | 28         | Katolická církev                            |
| New York         | 31         | Katolická církev                            |
| New Hampshire    | 26         | Katolická církev                            |
| Connecticut      | 33         | Katolická církev                            |
| Texas            | 23         | Katolická církev                            |
| Arizona          | 21         | Katolická církev                            |
| Illinois         | 28         | Katolická církev                            |
| Louisiana        | 26         | Katolická církev                            |
| Severní Dakota   | 26         | Evangelická luterská církev v Americe       |
| Wisconsin        | 25         | Katolická církev                            |
| Pensylvánie      | 24         | Katolická církev                            |
| Nebraska         | 23         | Katolická církev                            |
| Florida          | 21         | Katolická církev                            |
| Nové Mexiko      | 34         | Katolická církev                            |
| Vermont          | 22         | Katolická církev                            |
| Maine            | 21         | Katolická církev                            |
| Minnesota        | 22         | Katolická církev                            |
| Jižní Dakota     | 22         | Evangelická luterská církev v Americe       |
| Colorado         | 16         | Katolická církev                            |
| Havaj            | 20         | Katolická církev                            |
| Montana          | 17         | Katolická církev                            |
| Nevada           | 25         | Katolická církev                            |
| Ohio             | 18         | Katolická církev                            |
| Iowa             | 18         | Katolická církev                            |
| Maryland         | 15         | Katolická církev                            |
| Michigan         | 18         | Katolická církev                            |
| Washington       | 17         | Katolická církev                            |
| Indiana          | 18         | Katolická církev                            |
| Kansas           | 18         | Katolická církev                            |
| Missouri         | 16         | Katolická církev                            |
| Wyoming          | 14         | Katolická církev                            |
| Idaho            | 10         | Církev Ježíše Krista Svatých posledních dnů |
| Oregon           | 12         | Katolická církev                            |
| Kentucky         | 10         | Jižní baptistická konvence                  |
| Virginie         | 12         | Jižní baptistická konvence                  |
| Georgie          | 9          | Jižní baptistická konvence                  |
| Oklahoma         | 8          | Jižní baptistická konvence                  |
| Delaware         | 22         | Evangelická církev metodistická             |
| Severní Karolína | 9          | Jižní baptistická konvence                  |
| Aljaška          | 16         | Jižní baptistická konvence                  |
| Arkansas         | 8          | Jižní baptistická konvence                  |
| Jižní Karolína   | 10         | Jižní baptistická konvence                  |
| Tennessee        | 6          | Jižní baptistická konvence                  |
| Utah             | 5          | Církev Ježíše Krista Svatých posledních dnů |
| Západní Virginie | 6          | Jižní baptistická konvence                  |
| Mississippi      | 4          | Jižní baptistická konvence                  |
| Alabama          | 7          | Jižní baptistická konvence                  |

## Kulturní, sociální a politické názory
Hlavní články: Katolická církev a politika ve Spojených státech a Katolický sociální aktivismus v USA

### Politika
Katolicismus má na Spojené státy významný politický vliv a toto náboženství je historicky spojováno s levicovou politikou a Demokratickou stranou. Od 70. let 20. století jsou katolíci často považováni za „swingové“ voliče.
Ve čtyřicátých letech 19. století se katolíci začali identifikovat s demokraty proti konzervativním a evangelikály ovlivněným whigům. V devadesátých letech 19. století katolíci upřednostnili Demokratickou stranu před republikány. To pokračovalo i ve 20. století, kdy katolíci tvořili hlavní část koalice New Deal. Dva katolíci se stali prezidenty Spojených států: John F. Kennedy (1961–1963) a Joe Biden (2021–2025). V roce 2016 papež František řekl o Donaldu Trumpovi: „Člověk, který myslí jen na stavění zdí, ať už jsou kdekoli, a ne na stavění mostů, není křesťan.“ Podle Pew Research Center katolíci ze všech hlavních křesťanských skupin ve Spojených státech nejčastěji považují za akceptovatelný náhodný sex. Průzkumy opakovaně ukazují, že laici jsou kulturně liberálnější než průměrný volič, včetně práv na potrat a manželství osob stejného pohlaví. Katolická církev se však oficiálně staví proti obojímu. Vedení církve se přiklání spíše k tradicionalismu. Tatáž výzkumná instituce monitorovala také víru v transsubstanciaci, informovanost o eucharistickém kongresu (30 %), častěji (55 % z informovaných) ti, kdož se alespoň jednou týdně účastní mše svaté (to je 29 %, více než jednou týdně 6 %). 23 % amerických katolíků chodí minimálně jednou do roka ke zpovědi a denně se modlí každý druhý. Téměř polovina všech katolíků (46 %) přitom považuje svaté přijímání za podstatnou složku katolické identity. Další otázky výzkumu směřovaly například na mariánskou úctu (50 %) a 47 % spatřuje nedílnou složku katolictví v pomáhání chudým a potřebným; papežství tak vnímá třetina amerických katolíků. Ke svatému přijímání chodí při každé nebo téměř každé mši každý druhý. Další otázka týkající se eucharistie byla, zda věřící preferují přijímání na ruku (62 %), nebo do úst (21%). Zajímavé jsou výzkumy o oblibě tridentské, předkoncilní mše - z pravidelných návštěvníků mše  chodí na tridentskou mši alespoň jedenkrát do měsíce 6 procent. V posledních pěti letech se jí alespoň jednou zúčastnilo 13 % katolíků. 

Další otázky zkoumaly konvertity, užívání devocionálií, zvláštní skupinu ve všech odpovědích tvoří Hispánci.

## Kritika ze strany papeže Františka
V roce 2023 papež František kritizoval katolickou církev ve Spojených státech jako reakční a řekl, že v některých jejích částech nahradila víru ideologie. V listopadu 2023 papež odvolal konzervativního texaského biskupa Josepha E. Stricklanda z Tyleru v Texasu.

## Někteří významní američtí katolíci
Žijící američtí biskupové viz Seznam katolických biskupů ve Spojených státech

#### Zábavní průmysl
- Stephen Colbert – Televizní moderátor[147]
- Jimmy Fallon – Televizní moderátor[148][149][150]
- Lady Gaga – Zpěvačka[151][152][153][154]
- Mel Gibson – Herec
- Madonna – Zpěvačka, skladatelka, tanečnice, herečka
- Grace Kelly – Herečka a Monacká princezna
- Jimmy Kimmel – Televizní moderátor[155]
- Conan O'Brien – Televizní moderátor[156]
- Frank Sinatra – Zpěvák a herec
- Arnold Schwarzenegger – Herec[157]
- Martin Sheen – Herec a aktivista[158]
- Mark Wahlberg – Herec[159]
- John Wayne – Herec[160][161][162]

#### Politika
- Amy Coney Barrett – Přidružený soudce Nejvyššího soudu[163]
- Joe Biden – 46. prezident Spojených států
- Charles Carroll of Carrollton – Otec zakladatel USA[164]
- Daniel Carroll – Otec zakladatel USA
- Alexander Haig – 59. ministr zahraničí
- Brett Kavanaugh – Přidružený soudce Nejvyššího soudu[165]
- Jacqueline Kennedy Onassis – První dáma Spojených států
- John F. Kennedy – 35. prezident Spojených států[166]
- Ted Kennedy – americký senátor, bratr prezidenta Kennedyho a Roberta „Bobbyho“ Kennedyho
- Robert F. Kennedy – Generální prokurátor USA, prezidentský kandidát – 1968
- Edmund Muskie – 58. ministr zahraničí
- John Roberts – 17. předseda Nejvyššího soudu Spojených států[167]
- Clarence Thomas – Přidružený soudce Nejvyššího soudu[168]
- Roger B. Taney – 5. předseda Nejvyššího soudu Spojených států[169]
- Melania Trump – První dáma Spojených států[170][171]
- Edward Douglass White – 9. předseda Nejvyššího soudu Spojených států

#### Další
- Kobe Bryant – Profesionální basketbalista
- John Carroll – Arcibiskup baltimorský
- Toni Morrison – Romanopisec[172]

### Služebníci Boží a osoby prohlášené za ctihodné, blahoslavené a svatořečené
Úplný seznam Služebníků Božích a dalších otevřených kauz viz: Seznam amerických svatých a blahoslavených
Následují seznam obsahuje některé významné Američany, kteří byli prohlášeni za služebníky Boží, ctihodné, blahoslavené a kanonizované svaté:

#### Služebníci Boží
- Thea Bowman
- Michelle Duppong
- Simon Bruté
- Vincent Robert Capodanno
- Walter Ciszek
- Terence Cooke
- Dorothy Day
- Black Elk[173]
- Demetrius Gallitzin
- Julia Greeley
- John Hardon
- Isaac Hecker
- Emil Kapaun
- Eusebio Francisco Kino
- Mary Elizabeth Lange
- Rose Hawthorne Lathrop
- Joseph Muzquiz
- Frank Parater
- Félix Varela
- Paul Wattson[174]
- Annella Zervas

#### Ctihodní
- Nelson Baker
- Friderik Baraga
- Cornelia Connelly
- Henriette DeLille
- Samuel Charles Mazzuchelli
- Patrick Peyton[175]
- Aloysius Schwartz
- Fulton J. Sheen
- Augustus Tolton
- Pierre Toussaint

#### Blahořečení
- Solanus Casey
- Teresa Demjanovich
- Michael J. McGivney[176]
- James Alfred Miller, FSC
- Carlos Manuel Rodriguez
- Stanley Rother
- Francis Xavier Seelos

#### Svatí
- Frances Xavier Cabrini
- Marianne Cope
- Jean de Lalande
- Damien de Veuster
- Katharine Drexel
- Rose Philippine Duchesne
- René Goupil
- Théodore Guerin
- Isaac Jogues
- Jan Nepomuk Neumann
- Junípero Serra
- Alžběta Anna Setonová
- Kateri Tekakwitha

## Nejoblíbenější poutní místa v USA
- Národní svatyně Božího milosrdenství (Stockbridge, Massachusetts)
- Národní svatyně Panny Marie Čenstochovské (Doylestown, Pensylvánie)
- Národní svatyně Grotta Panny Marie Lurdské (Emmitsburg, Maryland)
- Svatyně Panny Marie Guadalupské (La Crosse, Wisconsin)
- Národní svatyně svatého Františka z Assisi (San Francisco, Kalifornie)
- Kaple svatého Antonína (Pittsburgh), Pensylvánie
- Národní svatyně Neposkvrněného srdce Panny Marie (Washington Township, okres Warren, New Jersey)
- Národní svatyně severoamerických mučedníků (Auriesville, New York)
- Bazilika Národní svatyně Nanebevzetí Panny Marie (Baltimore, Maryland)
- El Santuario de Chimayo (Chimayo, Nové Mexiko; severně od Santa Fe)
- Bazilika Národní svatyně svaté Alžběty Anny Setonové (Emmitsburg, Maryland)
- Svatyně Nejsvětější svátosti Panny Marie Andělské (Hanceville, Alabama)
- Bazilika Panny Marie Vítězné (Lackawanna, New York)
- Národní svatyně svatého Jana Neumanna (v kostele sv. Petra Apoštola, Filadelfie, Pensylvánie)
- Bazilika Národní svatyně Neposkvrněného početí (Washington, D.C.)[177]
- Národní svatyně Panny Marie Pomocnice (Champion, Wisconsin)
- Svatyně blahoslaveného Stanleyho Rothera (Oklahoma City, Oklahoma)

#### Výzkumy
- CAREY, Patrick W. Catholics in America: A history. Westport, Connecticut: Greenwood Publishing Group, 2004. Dostupné online. ISBN 978-0-275-98255-3. (anglicky)
- D'ANTONIO, William V. American Catholics today: New realities of their faith and their church. [s.l.]: Rowman & Littlefield, 2007. (anglicky)
- DOLAN, Jay P. In Search of an American Catholicism: A History of Religion and Culture in Tension. [s.l.]: [s.n.], 2003. Dostupné online. (anglicky)
- ELLIS, John Tracy. American Catholicism. 2. vyd. [s.l.]: University of Chicago Press, 1969. Dostupné online. (anglicky) via Internet Archive
- GILLIS, Chester. Roman Catholicism in America. [s.l.]: Columbia University Press, 2020. Dostupné online. (anglicky)
- MARTY, Martin E. Modern American Religion. Svazek 1: The Irony of It All, 1893–1919. [s.l.]: [s.n.], 1986. (anglicky); Modern American Religion. sv. 2: The Noise of Conflict, 1919–1941 (1991); Modern American Religion, sv. 3: Under God, Indivisible, 1941–1960 (1999); pokrývá všechny hlavní denominace
- MAYNARD, Theodore. The story of American Catholicism. New York: The Macmillan Company, 1941. Dostupné online. (anglicky)
- Roman Catholicism in the United States: A Thematic History. Příprava vydání McGuinness Margaret M. and James T. Fisher (eds.). [s.l.]: Fordham University Press, 2019. (anglicky)
- MORRIS, Charles R. American Catholic: The Saints and Sinners Who Built America's Most Powerful Church. [s.l.]: [s.n.], 1998. Dostupné online. (anglicky), populární historie online
- New Catholic 'Encyclopedia. [s.l.]: [s.n.], 1967., obsáhlé zpracování všech témat katolickými vědci
- O'TOOLE, James M. The Faithful: A History of Catholics in America. [s.l.]: [s.n.], 2008. Dostupné online. (anglicky), [The Faithful: A History of Catholics in America online]

#### Biskupové, kněží, řeholnice
- CAREY, Patrick W. An Immigrant Bishop: John England's Adaptation of Irish Catholicism to American Republicanism. [s.l.]: Catholic University of America Press, 2022. (anglicky)
- COBURN, Carol K.; SMITH, Martha. Spirited Lives: How Nuns Shaped Catholic Culture and American Life, 1836–1920. [s.l.]: [s.n.], 1999. Dostupné online. S. 129–158. (anglicky)
- CUMMINGS, Kathleen Sprows. A saint of our own: how the quest for a holy hero helped Catholics become American. [s.l.]: UNC Press, 2019. (anglicky)
- D'ANTONIO, William V.; DAVIDSON, James D.; HOGE, Dean R.; MEYER, Katherine. American Catholics: Gender, Generation, and Commitment. (Huntington, Ind.: Our Sunday Visitor Visitor Publishing Press, 2001. (anglicky)
- DONOVAN, Grace. Immigrant Nuns: Their Participation in the Process of Americanization. In:  Catholic Historical Review, 77. [s.l.]: [s.n.], 1991. S. 194–208. (anglicky)
- ELLIS, J.T. The Life of James Cardinal Gibbons. [s.l.]: Bruce Publishing Company, 1963. (anglicky)
- FINKE, Roger. An Orderly Return to Tradition: Explaining Membership Growth in Catholic Religious Orders. In:  Journal for the Scientific Study of Religion, 36. [s.l.]: [s.n.], 1997. S. 218–230. (anglicky)
- GARRAGHAN, Gilbert J. The Jesuits of the Middle United States, sv. II. [s.l.]: Loyola University Press, 1984. (anglicky)
- HORGAN, Paul. Lamy of Santa Fe. New Mexico: McGraw-Hill, 1975. (anglicky)
- JONAS, Thomas J. The Divided Mind: American Catholic Evangelists in the 1890s. [s.l.]: Garland Press, 1988. (anglicky)
- KANTOWICZ, Edward R. Cardinal Mundelein of Chicago and the Shaping of Twentieth-Century American Catholicism. Journal of American History. 1981, roč. 68, čís. 1, s. 52–68. Dostupné online. (anglicky)
- MCDERMOTT, Scott. Charles Carroll of Carrollton—Faithful Revolutionary. [s.l.]: [s.n.] ISBN 1-889334-68-5. (anglicky)
- MCGUINNESS, Margaret M. Called to Serve: A History of Nuns in America. https://www.amazon.com/Called-Serve-History-Nuns-America/dp/0814795560/: New York University Press, 2013. 266 s. Dostupné online. (anglicky) Excerpt.
- MCKEVITT, Gerald. Brokers of Culture: Italian Jesuits in the American West, 1848–1919. [s.l.]: Stanford University Press, 2006. Dostupné online. (anglicky)
- SCHROTH, Raymond A. The American Jesuits: A History. [s.l.]: New York University Press, 2007. Dostupné online. (anglicky)
- STEPSIS, Ursula; LIPTAK, Dolores. Pioneer Healers: The History of Women Religious in American Health Care. [s.l.]: [s.n.], 1989. 375 s. (anglicky)

#### Demografie, etnický původ a rasa
- AVALOS, Hector. Introduction to the U.S. Latina and Latino Religious Experience. [s.l.]: [s.n.], 2005. Dostupné online. (anglicky) Excerpt.
- CASTAÑEDA-LILES, María Del Socorro. Our lady of everyday life: La Virgen de Guadalupe and the Catholic imagination of Mexican women in America. [s.l.]: Oxford University Press, 2018. (anglicky)
- DECK, Allan Figueroa, S.J. The Second Wave: Hispanic Ministry and the Evangelization of Cultures. [s.l.]: Paulist Press, 1989. Dostupné online. (anglicky)
- DOLAN, Jay P. The Immigrant Church: New York Irish and German Catholics, 1815–1865. [s.l.]: Johns Hopkins University Press, 1975. Dostupné online. (anglicky)
- DOLAN, Jay P. The Irish Parish. US Catholic Historian. 2007, roč. 25, čís. 2, s. 13–24. Dostupné online. (anglicky)
- GARCIA, Angel. The Kingdom Began In Puerto Rico: Neil Connolly's Priesthood In The South Bronx. [s.l.]: Fordham University Press, 2020. (anglicky)
- GREELEY, Andrew. The Demography of American Catholics, 1965–1990. In:  The Sociology of Andrew Greeley. Atlanta: Scholars Press, 1994. (anglicky)
- HALL, Gwendolyn Midlo. The Development of Afro-Creole Culture in the Eighteenth Century. [s.l.]: Louisiana State University Press, 1995. (anglicky)
- MCCAFFREY, Lawrence John. The Irish Catholic Diaspora in America. [s.l.]: Catholic U of America Press, 1997. (anglicky)
- MONZELL, Thomas I. The Catholic Church and the Americanization of the Polish immigrant. Polish American Studies. 1969, roč. 26, čís. 1, s. 1–15. Dostupné online. (anglicky)
- POYO, Gerald E. Cuban Catholics in the United States, 1960–1980: Exile and Integration. [s.l.]: Notre Dame University Press, 2007. (anglicky)
- PULA, James S. Polish-American Catholicism: A Case Study in Cultural Determinism. US Catholic Historian. 2009, roč. 27, čís. 3, s. 1–19. Dostupné online. (anglicky)
- RADZILOWSKI, John. A Social History of Polish-American Catholicism. US Catholic Historian. 2009, roč. 27, čís. 3, s. 21–43. Dostupné online. (anglicky)
- SCHULTZE, George E. Strangers in a Foreign Land: The Organizing of Catholic Latinos in the United States. Lexington: [s.n.], 2007. Dostupné online. (anglicky)
- SPALDING, Thomas W. German parishes east and west. US Catholic Historian. 1996, roč. 14, čís. 2, s. 37–52. Dostupné online. (anglicky)
- SULLIVAN, Eileen P. The Shamrock and the Cross: Irish American Novelists Shape American Catholicism. [s.l.]: U of Notre Dame Press, 2016. (anglicky)

#### Specializovaná studia
- ABELL, Aaron. American Catholicism and Social Action: A Search for Social Justice, 1865–1950. [s.l.]: Hanover House, 1960. Dostupné online. (anglicky)
- BALES, Susan Ridgley. When I Was a Child: Children's Interpretations of First Communion. [s.l.]: University of North Carolina, 2005. (anglicky)
- BROWN, Mary Elizabeth. Variations on the Themes of Parish History: A Case Study of Saint Mary's, Kutztown, Pennsylvania. Records of the American Catholic Historical Society of Philadelphia. 1995, roč. 106, čís. 1/2, s. 39–54. Dostupné online. (anglicky)
- CARROLL, Michael P. American Catholics in the Protestant Imagination: Rethinking the Academic Study of Religion. [s.l.]: Johns Hopkins University Press, 2007. Dostupné online. (anglicky)
- Catholic schools in the United States: An encyclopedia. Příprava vydání Hunt, Thomas C., Ellis A. Joseph, and Ronald James Nuzzi (eds.). Svazek 2. [s.l.]: Greenwood Press, 2004. Dostupné online. S. 805. (anglicky) Vztahuje se na školy K12, nikoli na vysoké školy.
- Inside the Church of Flannery O'Connor: Sacrament, Sacramental, and the Sacred in Her Fiction. Příprava vydání McMullen, Joanne Halleran and Jon Parrish Peede (eds.). Macon, GA: Mercer University Press, 2007. (anglicky)
- PETRO, Anthony Michael. After the Wrath of God: AIDS, Sexuality, and American Religion. [s.l.]: Oxford University Press, 2015. Dostupné online. ISBN 978-0-19-939128-8. (anglicky)
- SANDERS, James W. The Education of an urban Minority: Catholics in Chicago, 1833–1965. [s.l.]: Oxford University Press, 1977. Dostupné online. (anglicky)
- WALCH, Timothy. Parish School: American Catholic Parochial Education from Colonial Times to the Present. [s.l.]: Crossroad Publishing, 1996. (anglicky)

#### Historiografie
- DRIES, Angelyn. 'Perils of Ocean and Wilderness': A Field Guide to North American Catholic History. Catholic Historical Review. 2016, roč. 102, čís. 2, s. 251–283. (anglicky)
- ELLIS, John Tracy; TRISCO, Robert. A Guide to American Catholic History. [s.l.]: ABC-Clio, 1982. Dostupné online. (anglicky) Komentovaný průvodce 1240 knihami.
- GLEASON, Philip. The Historiography of American Catholicism as Reflected in The Catholic Historical Review, 1915–2015. Catholic Historical Review. 2015, roč. 101, čís. 2, s. 156–222. (anglicky)
- THOMAS, J. Douglas. A Century of American Catholic History. US Catholic Historian. 1987, s. 25–49. Dostupné online. (anglicky)

#### Primární zdroje
- ELLIS, John Tracy. Documents of American Catholic History. 2. vyd. Milwaukee: Bruce Publishing Co., 1956. Dostupné online. (anglicky)